# Tikal (stad)
Tikal was een van de grootste steden van de Maya's ten tijde van de klassieke periode. De restanten van de stad bevinden zich in het departement El Petén, in het noorden van Guatemala. De inwoners van Tikal zelf noemden hun stad Yax Mutal.
De stad werd bewoond van ongeveer 400 v.Chr. tot 1000 n.Chr. en kende zijn hoogtepunt tussen 300 en 850. Tikal was een van de machtigste steden in de klassieke periode van de Mayabeschaving, maar desalniettemin heeft de stad meerdere malen nederlagen moeten ondergaan. In 378 werd zijn ahau Chak Tok Ich'aak I om het leven gebracht door de Teotihuacaanse generaal Siyah K'ak', die vervolgens een marionet op de troon zette. In 562 werd de stad verslagen door Caracol, waarmee een periode van meer dan honderd jaar begint die bekendstaat als het "Tikalhiaat", waaruit nauwelijks inscripties of monumenten bekend zijn. Het Tikalhiaat geldt in de Meso-Amerikaanse periodisering als het punt waarin de vroegklassieke periode overgaat in de laatklassieke periode. Aan deze periode kwam een einde in 682 toen Jasaw Chan K'awiil I aan de macht kwam. Jasaw Chan K'awiil wist van Tikal een ongekend machtscentrum te maken. Tikals macht bereikte haar hoogtepunt toen Tikal in 711 zijn eeuwige rivaal Calakmul op de knieën wist te krijgen, hoewel het de controle over het zuidwestelijke Mayagebied over moest laten aan Dos Pilas. De voortdurende oorlog tussen Tikal en Calakmul en hun bondgenoten had, samen met de overbevolking van het gebied, echter geleid tot uitputting van grond en grondstoffen, waarop na 800 de Mayabeschaving ineenstortte. De laatste inscriptie in Tikal, een verwijzing naar Jasaw Chan K'awiil II, dateert uit 889.
Pas in 1848 werd Tikal herontdekt door een team Guatemalteekse ontdekkingsreizigers. De eerste grootschalige archeologische opgravingen begonnen in de jaren 50 van de 20e eeuw. Tot op heden is slechts 20% van de stad uitgegraven. Onder de uitgegraven tempels en gebouwen bevinden zich de Piramide van de Grote Jaguar en het Paleis van de Edelen. Het ceremoniële centrum van Tikal omvat daarnaast onder meer Tempel IV, Complex N, Zuid-Akropolis, Plein van de tempels, Tempel III, Complex O, Westplein, Tempel II, Grote Plein, Noord-Akropolis, Tempel V, Oostplein, Centrale Akropolis, Complex R, Complex Q, Groep F, Groep G. Samen met aartsrivaal Calakmul is Tikal een van de beste voorbeelden van Maya-architectuur in Peténstijl.
In 1955 werd het gebied rond Tikal uitgeroepen tot Nationaal Park Tikal. Het park is 576 km² groot en beslaat een deel van de volgende gemeenten: La Libertad, Flores, Melchor de Mencos, San Andrés en San José. In 1979 werd het door de UNESCO tot werelderfgoed verklaard.

## Etymologie

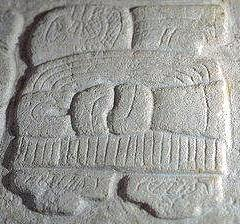
Embleemglief van Tikal (Mutal)

De naam Tikal is mogelijk afgeleid van de woorden ti ak'al, afkomstig uit het Yucateeks Maya, die "bij de waterput" betekenen. De naam zou door jagers en reizigers in het gebied zijn gegeven aan een van de oude waterreservoirs van de stad, lang nadat deze was verlaten door haar oorspronkelijke bewoners. Een alternatieve betekenis is "de plaats van de stemmen" in het Itza Maya. "Tikal" is echter niet de oorspronkelijke naam van de stad, maar de naam die eraan werd gegeven kort nadat in 1848 de ruïnes waren gevonden. In de hiëroglyfische inscripties in de ruïnes wordt de oude stad Yax Mutal of Yax Mutul genoemd, hetgeen "Eerste Mutal" betekent. Tikal is mogelijk zo genoemd nadat de Mayastad Dos Pilas dezelfde embleemglief ging gebruiken; de heersers van Tikal wilden daarmee vermoedelijk aangeven de eerste stad te zijn met die naam. Ook het koninkrijk als geheel werd aanvankelijk Mutul genoemd, zo blijkt uit de lezing van de "haarbundel"-glief in bijgevoegde afbeelding. De exacte betekenis van dit woord is nog niet bekend.

## Geografie

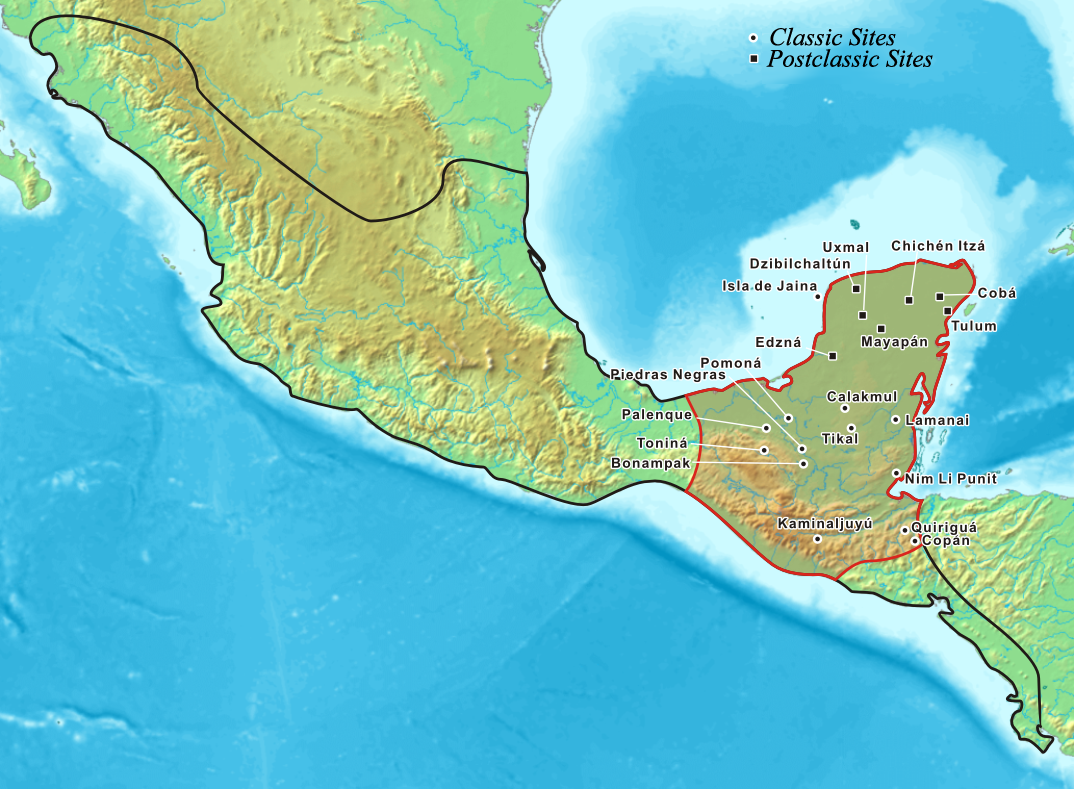
Kaart van het Mayagebied (rood gearceerd) in de Meso-Amerikaanse regio. Zowel Tikal als Calakmul liggen nabij het midden van het gebied.

De dichtstbijzijnde grote moderne nederzettingen zijn Flores en Santa Elena op een afstand van ongeveer 64 km over de weg in zuidwestelijke richting. Tikal ligt ongeveer 303 km ten noorden van Guatemala-stad. Het ligt 19 km ten zuiden van de eigentijdse Mayastad Uaxactun en 30 km ten noordwesten van Yaxha. De stad lag 100 km ten zuidoosten van Calakmul, haar grote rivaal uit de klassieke periode, en 85 km ten noordwesten van Caracol, de bondgenoot van Calakmul, tegenwoordig in Belize.
Het stadscentrum is volledig in kaart gebracht en besloeg een gebied groter dan 16 km² met ongeveer 3000 bouwwerken. De topografie van de stad bestaat uit een reeks parallelle kalkstenen richels die boven het moerassige laagland uitstijgen. De belangrijkste bouwwerken van de stad concentreren zich in de hoger gelegen delen en zijn met elkaar verbonden door verhoogde wegen die de moerassen doorsnijden. Het gebied rond Tikal is uitgeroepen tot het Nationaal park Tikal dat een gebied beslaat van 570 km². Het werd opgericht op 26 mei 1955 onder auspiciën van het Instituto de Antropología e Historia en was het eerste beschermde gebied in Guatemala.
De ruïnes liggen midden in het tropische regenwoud in het noorden van Guatemala, dat de bakermat vormde van de Mayabeschaving in het laagland. De stad zelf lag op een overvloed aan vruchtbare grond en beheerste mogelijk een oost-westgeoriënteerde handelsroute door het schiereiland Yucatán. Opvallende bomen in het Tikalpark zijn onder meer de gigantische kapokboom (Ceiba pentandra) een heilige boom voor de Maya's, Spaanse ceder (Cedrela odorata) en Amerikaanse mahonieboom (Swietenia macrophylla). De fauna van het Park bestaat onder meer uit agoeti's, witsnuitneusberen, grijze vossen, zwarthandslingerapen, brulapen, harpijen, valken, pauwkalkoenen, hoenderachtigen, toekans, papegaaien en bladsnijdersmieren. Ook zou het park katachtigen als jaguars, ocelots en poema's herbergen.
Tikal had geen andere watertoevoer dan het regenwater dat werd opgevangen en opgeslagen in tien grote reservoirs. De archeologen die in de 20e eeuw in Tikal opgravingen deden, renoveerden een van deze oude reservoirs om water op te slaan voor eigen gebruik. De gemiddelde jaarlijkse neerslag in Tikal is 1945 mm. De komst van de regen was echter vaak onvoorspelbaar en er kon een lange periode van droogte optreden voordat de gewassen waren gerijpt, hetgeen een ernstige bedreiging kon vormen voor het bestaan van de bewoners.

## Bevolking
Bevolkingsschattingen voor Tikal variëren van 10.000 tot meer dan 90.000 inwoners. De bevolking begon in de loop van de preklassieke periode (ca. 2000 v.Chr.-200 n.Chr.) aan een gestage groeicurve en bereikte, na een versnelde groei in de periode 700-830 n.Chr., een hoogtepunt in de laatklassieke periode, meteen daarop gevolgd door een scherpe daling. Voor het gebied van 120 km² dat binnen de ring van aarden wallen en greppels van het achterland valt, wordt de piekpopulatie geschat op 517 inwoners per vierkante kilometer. In een gebied binnen een straal van 12 km rond de stadskern wordt de piekbevolking geschat op 120.000 inwoners, terwijl de bevolkingsdichtheid wordt geschat op 265 inwoners per vierkante kilometer. In een gebied binnen een straal van 25 km rond de stadskern, en met inbegrip van enkele satellietsteden, wordt de piekpopulatie geschat op 425.000 inwoners met een dichtheid van 216 per vierkante kilometer. Deze bevolkingscijfers zijn des te meer indrukwekkend vanwege de uitgestrekte moerassen die ongeschikt waren voor bewoning of landbouw. Sommige archeologen, waaronder David Webster, vinden deze schattingen echter veel te hoog.

## Heersers
De dynastieke lijn van Tikal werd gesticht in de eerste eeuw na Christus, besloeg een periode van 800 jaar en omvatte ten minste 33 heersers.
| Naam (of bijnaam)      | Naam (of bijnaam)      | Naam (of bijnaam)      | Periode     | Nummer dynastieke opvolging | Alternatieve namen                                  | Signatuur- glief |
| ---------------------- | ---------------------- | ---------------------- | ----------- | --------------------------- | --------------------------------------------------- | ---------------- |
| Yax Ehb' Xook          | Yax Ehb' Xook          | Yax Ehb' Xook          | c. 90       | 1                           | Yax Moch Xok, Yax Chakte'l Xok, Eerste Steiger Haai |                  |
| Gebladerde Jaguar      | Gebladerde Jaguar      | Gebladerde Jaguar      | c. 292      | ?                           | –                                                   |                  |
| Dier Hoofdtooi         | Dier Hoofdtooi         | Dier Hoofdtooi         | ?           | 10?                         | Kinich Ehb'?                                        |                  |
| Sihyaj Chan K'awiil I  | Sihyaj Chan K'awiil I  | Sihyaj Chan K'awiil I  | c. 307      | 11                          | –                                                   |                  |
| Unen Bahlam            | Unen Bahlam            | Unen Bahlam            | c. 317      | 12?                         | –                                                   |                  |
| K'inich Muwaan Jol I   | K'inich Muwaan Jol I   | K'inich Muwaan Jol I   | ? –359      | 13                          | Mahk'ina Vogel Schedel, Veer Schedel                |                  |
| Chak Tok Ich'aak I     | Chak Tok Ich'aak I     | Chak Tok Ich'aak I     | 360–378     | 14                          | Jaguarpoot, Grote poot, Grote jaguarpoot            |                  |
| Yax Nuun Ayiin I       | Yax Nuun Ayiin I       | Yax Nuun Ayiin I       | 379 –404?   | 15                          | Krul Snuit, Krul Neus                               |                  |
| Sihyaj Chan K'awiil II | Sihyaj Chan K'awiil II | Sihyaj Chan K'awiil II | 411–456     | 16                          | Stormachtige lucht, Mannequin Gespleten Hemel       |                  |
| K'an Chitam            | K'an Chitam            | K'an Chitam            | 458–c. 486  | 17                          | Kan Varken, K'an Ak                                 |                  |
| Chak Tok Ich'aak II    | Chak Tok Ich'aak II    | Chak Tok Ich'aak II    | c. 486–508  | 18                          | jaguarpoot II, jaguarpoot Schedel                   |                  |
| Vrouwe van Tikal       | Kaloomte' B'alam       | Kaloomte' B'alam       | c. 511–527+ | 19                          | Krul Hoofd                                          |                  |
| Vrouwe van Tikal       | Vogel Klauw            | Vogel Klauw            | ?           | 20?                         | Dier Schedel I                                      |                  |
| Wak Chan K'awiil       | Wak Chan K'awiil       | Wak Chan K'awiil       | 537?–562    | 21                          | Dubbele Vogel                                       |                  |
| Dier Schedel           | Dier Schedel           | Dier Schedel           | c. 593–628  | 22                          | –                                                   |                  |
| K'inich Muwaan Jol II  | K'inich Muwaan Jol II  | K'inich Muwaan Jol II  | c. 628–650  | 23 of 24                    | –                                                   |                  |
| Nuun Ujol Chaak        | Nuun Ujol Chaak        | Nuun Ujol Chaak        | c. 650–679  | 25                          | Schild Schedel, Nun Bak Chak                        |                  |
| Jasaw Chan K'awiil I   | Jasaw Chan K'awiil I   | Jasaw Chan K'awiil I   | 682–734     | 26                          | Heerser A, Ah Cacao                                 |                  |
| Yik'in Chan K'awiil    | Yik'in Chan K'awiil    | Yik'in Chan K'awiil    | 734–c. 766  | 27                          | Heerser B, Yaxkin Caan Chac, Zon Hemel Regen        |                  |
| Heerser 28             | Heerser 28             | Heerser 28             | c. 766–768  | 28                          | –                                                   |                  |
| Yax Nuun Ayiin II      | Yax Nuun Ayiin II      | Yax Nuun Ayiin II      | 768–c. 794  | 29                          | –                                                   |                  |
| Nuun Ujol K'inich      | Nuun Ujol K'inich      | Nuun Ujol K'inich      | c. 800?     | 30?                         | –                                                   |                  |
| Donkere Zon            | Donkere Zon            | Donkere Zon            | –810+       | 31?                         | –                                                   |                  |
| Jewel K'awiil          | Jewel K'awiil          | Jewel K'awiil          | –849+       | ?                           | –                                                   |                  |
| Jasaw Chan K'awiil II  | Jasaw Chan K'awiil II  | Jasaw Chan K'awiil II  | –869+       | ?                           | –                                                   |                  |

## Geschiedenis

### Preklassieke periode
In Tikal zijn sporen van vroege landbouwactiviteit gevonden die teruggaan tot 1000 v.Chr., in de midden-preklassieke periode. Een cache van Mamonkeramiek daterend uit ongeveer 700-400 v.Chr. werd aangetroffen in een afgesloten chultun, een ondergrondse flesvormige voorraadkamer.
Grote bouwwerken, waaronder grote piramiden en platforms, werden in Tikal in de laat-preklassieke periode gebouwd en verschenen voor het eerst rond 400-300 v.Chr. Hoewel Tikal zich in die tijd ontwikkelde tot een stad van enige betekenis kon het niet tippen aan de omvang en macht van iets noordelijker gelegen steden als El Mirador en Nakbé. In die periode maakte Tikal deel uit van de wijdverbreide Chikanelcultuur die het centrale en noordelijke Mayagebied domineerde, een regio die het gehele schiereiland Yucatán omvatte, inclusief Noord- en Oost-Guatemala en Belize.
Bij twee tempels die dateren uit het einde van de Chikanelperiode waren de muren van de bovenste verdieping opgetrokken uit metselwerk dat mogelijk al een kraaggewelf vormde. De buitenmuren van een van deze tempels waren beschilderd met gedetailleerd uitgewerkte menselijke figuren tegen een met rolwerk gedecoreerde achtergrond, geschilderd in de kleuren geel, zwart, roze en rood.
In de eerste eeuw na Christus werden de eerste grote koningsgraven gebouwd en begon een politieke en culturele bloeiperiode in Tikal, terwijl de voorheen zo machtige noorderburen juist in verval raakten. Aan het einde van de laat-preklassieke periode begon de Izapastijl van de kustreek van de Stille Oceaan de kunst en architectuur van Tikal te beïnvloeden, zoals blijkt uit een gebroken sculptuur uit de akropolis en de eerste muurschilderingen in de stad.

### Vroegklassieke periode
In het Mayalaagland is Tikal de stad die de langste periode van dynastieke heerschappij heeft gekend. Volgens de aangetroffen Mayateksten werd de dynastie gesticht door Yax Ehb Xook, mogelijk in de eerste eeuw na Christus. Aan het begin van de vroegklassieke periode was de macht in de Mayaregio geconcentreerd bij Tikal en Calakmul.
Tikal heeft mogelijk geprofiteerd van de instorting van grote preklassieke staten als El Mirador. In de vroegklassieke periode (250–550 n.Chr.) ontwikkelde Tikal zich snel tot de meest dynamische stad in de Mayaregio en stimuleerde de ontwikkeling van andere nabijgelegen Mayasteden.
Tikal en zijn bondgenoten waren echter vaak verwikkeld in oorlogen. De aangetroffen inscripties maken melding van conflicten met andere Mayastaten als Uaxactun, Caracol, Naranjo en Calakmul. Aan het eind van de vroegklassieke periode werd Tikal verslagen door Caracol, een opkomende stadstaat die Tikals plaats als belangrijkste machtscentrum in het zuidelijke Mayalaagland overnam. In het eerste deel van de vroegklassieke periode waren er vijandelijkheden tussen Tikal en het naburige Uaxactun, waarbij Uaxactun de komst van gevangenen uit Tikal registreerde.
In 317 n.Chr. lijkt er een breuk te zijn ontstaan in de mannelijke lijn van troonopvolging toen Unen Bahlam een ceremonie leidde ter viering van het k'atun-einde, blijkbaar als koningin van de stad.

#### Tikal en Teotihuacan

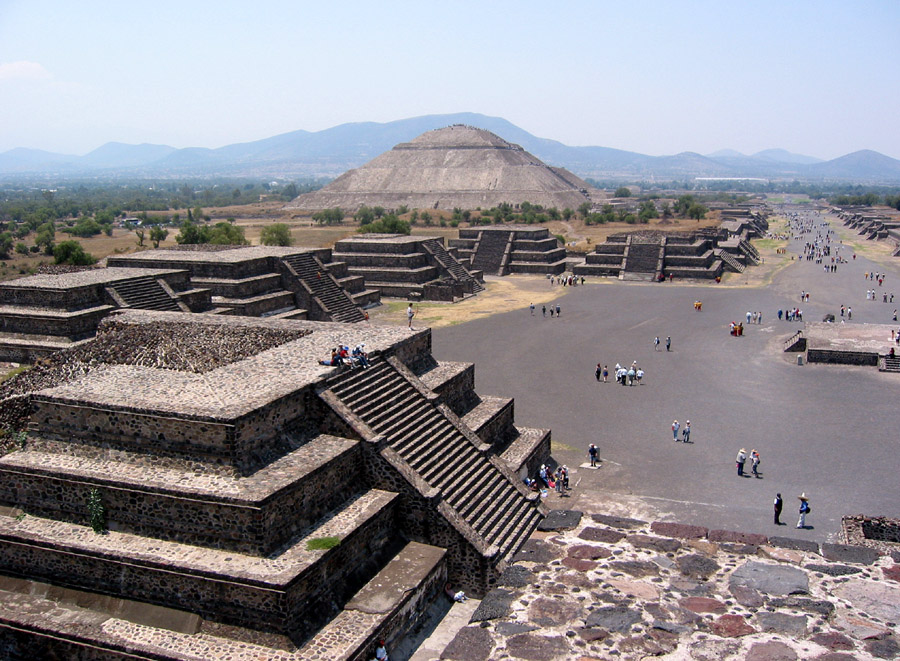
De grote metropool Teotihuacan in de Vallei van Mexico lijkt op bepalende wijze te hebben geïntervenieerd in de politiek van Tikal.

In 200 n.Chr. had Teotihuacan al gezantschappen in Tikal.
De veertiende koning van Tikal was Chak Tok Ich'aak (Grote Jaguarpoot). Chak Tok Ich'aak bouwde een paleis dat door zijn opvolgers verder werd uitgebouwd tot het de kern vormde van de Centrale Akropolis van Tikal. Er is weinig bekend over Chak Tok Ich'aak, behalve dat hij op 14 januari 378 n.Chr. werd gedood. Op dezelfde dag arriveerde Siyah K'ak' ("Vuur is geboren") vanuit het westen, nadat hij eerst, op 8 januari, in El Perú, een stad ten westen van Tikal, was geweest. Op Stèle 31 wordt hij "Heer van het Westen" genoemd. Siyah K’ak' was waarschijnlijk een buitenlandse generaal in dienst van iemand die werd voorgesteld met een niet onder Maya's gebruikelijke hiëroglief van een speerwerper gecombineerd met een uil, een glief die echter wel bekend is van de machtige metropool Teotihuacan. Speerwerper Uil was mogelijk zelfs de heerser van Teotihuacan. Deze geregistreerde gebeurtenissen wekken sterk de indruk dat Siyah K’ak' namens Teotihuacan een invasie leidde waarbij de koning van Tikal werd verslagen, gevangen genomen en direct geëxecuteerd. Siyah K'ak' lijkt daarbij te zijn geholpen door een machtige politieke factie in Tikal zelf; rond de tijd waarop deze interventie plaatsvond, woonde een groep afkomstig uit Teotihuacan in Tikal, in de buurt van het "Verloren Wereld"-complex". Siyah K’ak' oefende ook invloed uit op andere steden in het gebied, waaronder Uaxactun, waar hij koning werd, maar eiste de troon van Tikal niet voor zichzelf op. Binnen een jaar was de zoon van Speerwerper Uil, Yax Nuun Ayiin I (Eerste Krokodil) geïnstalleerd als de vijftiende koning van Tikal en op 13 september 379 op de troon geplaatst terwijl hij nog een jongen was. Hij regeerde 47 jaar als koning van Tikal en bleef een vazal van Siyah K'ak' zolang deze leefde. Het lijkt waarschijnlijk dat Yax Nuun Ayiin I een vrouw uit de verslagen Tikaldynastie huwde en zo het recht te regeren voor zijn zoon Siyaj Chan K'awiil II legitimeerde.
Río Azul, een kleine plaats 100 km ten noordoosten van Tikal, werd door deze laatste veroverd tijdens het bewind van Yax Nuun Ayiin I. De stad werd een buitenpost van Tikal en beschermde deze tegen vijandige steden verder naar het noorden, en werd tevens onderdeel van de handelsroute naar de Caraïben.
Hoewel de nieuwe heersers van Tikal van buitenlandse afkomst waren, integreerden hun nakomelingen snel in de Mayacultuur. Tikal werd de belangrijkste bondgenoot en handelspartner van Teotihuacan in het Mayalaagland. Na de machtsovername door Teotihuacan domineerde Tikal al snel de noordelijke en oostelijke Peténregio. Uaxactun ging samen met kleinere steden in de regio deel uitmaken van Tikals koninkrijk. Andere steden, als Bejucal en Motul de San José nabij het Meer van Petén Itzá werden vazallen van hun machtige noorderbuur. Tegen het midden van de 5e eeuw bezat Tikal een kerngebied van minstens 25 km in alle richtingen.
Rond de 5e eeuw werd een uitgebreid systeem van greppels en aarden wallen gebouwd langs de noordelijke periferie van het achterland van Tikal. Deze sloten aan bij de natuurlijke linie van grote moerasgebieden ten oosten en westen van de stad, die samen een gebied van ongeveer 120 km² omvatten. Aanvankelijk werd aangenomen dat deze deel uitmaakten van een verdedigingslinie voor Tikals kernbevolking en agrarische hulpbronnen. Recent onderzoek lijkt echter uit te wijzen dat de aangetroffen grondwerken vermoedelijk deel uitmaakten van een wateropvangsysteem en wellicht niet zozeer voor verdedigingsdoeleinden waren aangelegd.

#### Tikal en Copán
In de 5e eeuw reikte Tikals macht in zuidelijk richting tot aan Copán, een stad waarvan de oprichter K'inich Yax K'uk 'Mo' duidelijk gelieerd was met Tikal. Copán zelf bevond zich etnisch gezien niet in een Mayaregio en de stichting van de heersende dynastie van Copán ging vermoedelijk gepaard met een rechtstreekse interventie van Tikal. K'inich Yax K'uk' Mo' kwam in december 426 aan in Copán en uit de botanalyse van zijn stoffelijk overschot blijkt dat hij zijn jeugd in Tikal heeft doorgebracht. Een persoon die bekend staat als Ajaw ("Heer") K'uk' Mo' wordt in een vroege tekst in Tikal genoemd en is mogelijk dezelfde persoon. Zijn graf vertoonde kenmerken van Teotihuacan en hij werd in latere portretten afgebeeld in het krijgsgewaad van Teotihuacan. Hiëroglyfische teksten verwijzen naar hem als de "Heer van het Westen", net als Siyah K’ak'. Tegelijkertijd, eind 426, stichtte Copán de nabijgelegen stad Quiriguá, mogelijk met directe steun van Tikal. De stichting van beide steden was mogelijk onderdeel van een poging om Tikals autoriteit uit te breiden tot aan het zuidoostelijke deel van de Mayaregio. Gedurende de daaropvolgende drie eeuwen was er sprake van intensieve contacten tussen Tikal en beide zuidelijke steden.
In de 6e eeuw begon een langdurige rivaliteit tussen Tikal en Calakmul, waarbij beide steden een eigen netwerk van vijandige allianties tegen elkaar vormden in een conflict dat wel eens is vergeleken met een langlopende oorlog tussen twee supermogendheden in het Mayagebied. De heersers van beide hoofdsteden hadden de titel kaloomte, een term die niet exact is vertaald, maar die bij benadering de betekenis van "opperkoning" heeft.
Aan het begin van de 6e eeuw regeerde een koningin de stad. Zij staat alleen bekend als "Vrouwe van Tikal" en was zeer waarschijnlijk een dochter van Chak Tok Ich'aak II. Het lijkt erop dat ze nooit geheel zelfstandig heeft geregeerd, maar in samenwerking met mannelijke partners. De eerste was Kaloomte' B'alam, die vermoedelijk een lange carrière als generaal van Tikal had doorlopen voordat hij medeheerser werd, de 19e in de dynastieke opvolgingslijn. De Vrouwe van Tikal zelf lijkt niet te zijn meegeteld in de dynastieke nummering. Ze werd later gekoppeld aan "Vogel Klauw", waarvan wordt aangenomen dat hij de verder onbekende 20e heerser was.

### Laatklassieke periode

#### Tikalhiaat

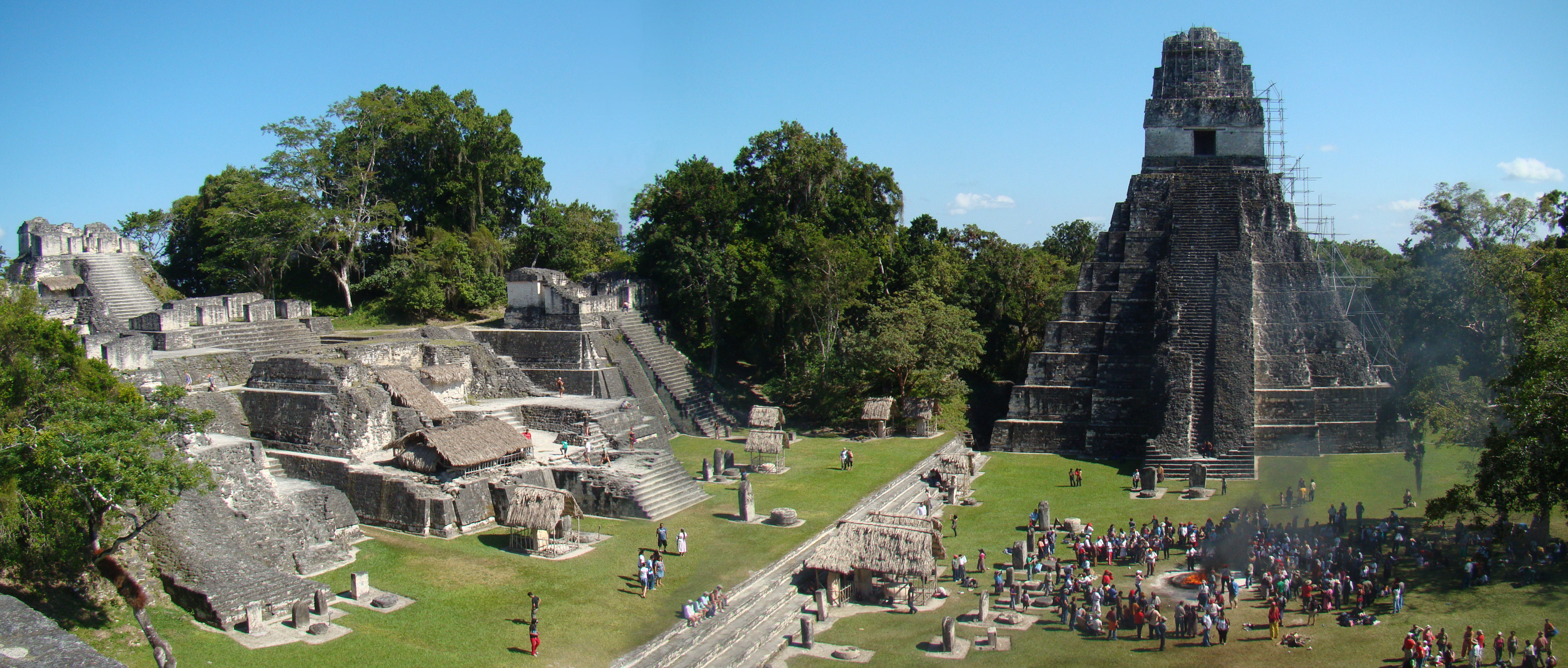
Het hoofdplein tijdens de vieringen van de winterzonnewende.

In het midden van de 6e eeuw lijkt Caracol een alliantie te hebben gesloten met Calakmul en beide steden slaagden erin Tikal een zware nederlaag toe te brengen, een belangrijke historische gebeurtenis waarmee de vroegklassieke periode werd afgesloten. Het "Tikalhiaat" verwijst naar een periode tussen het einde van 6e en het einde van de 7e eeuw waarin er in Tikal geen sporen zijn aangetroffen van de constructie van grote bouwwerken of van inscripties. In de tweede helft van de 6e eeuw werd de stad getroffen door een ernstige crisis waarbij er geen nieuwe stèles meer werden opgericht en er sporen waren van wijdverbreide opzettelijk toegebrachte schade aan openbare beeldhouwwerken. Deze leemte in monumentale bouwactiviteit bleef lang zonder verklaring, totdat dankzij een doorbraak bij de epigrafische ontcijfering van Mayateksten kon worden vastgesteld dat de periode werd ingeluid in 562 n.Chr., toen Tikal een zware nederlaag leed in een oorlog tegen Calakmul en Caracol, een nederlaag die leidde tot de gevangenname en offering van de koning van Tikal. De inscripties op het ernstig geërodeerde Altaar 21 in Caracol beschrijven hoe Tikal in april 562 deze nederlaag leed tijdens een grote oorlog. Het lijkt erop dat Caracol toen een bondgenoot was van Calakmul in de langdurige rivaliteit tussen die stad en Tikal, en dat de nederlaag die ze Tikal toebrachten langdurige gevolgen had voor de stad. Tikal werd niet geplunderd, maar zijn macht en invloed waren sterk afgenomen. Na deze grote overwinning maakte Caracol een sterke groei door; mogelijk werd een deel van Tikals bevolking gedwongen verplaatst naar Caracol. Gedurende het Tikalhiaat zocht ten minste een van de heersers van Tikal zijn toevlucht bij Janaab' Pakal in Palenque, een stad die zelf ook leed onder Calakmuls macht. Net als Caracol maakte ook Calakmul een bloeiperiode door tijdens het Tikalhiaat.
Gewoonlijk gebruiken archeologen het begin van het Tikalhiaat als markeerpunt waarmee de klassieke periode in de Meso-Amerikaanse chronologie wordt onderverdeeld in de vroegklassieke (250–550 n.Chr.) en laatklassieke periode (550–830 n.Chr.).

#### Tikal en Dos Pilas
In 629 stichtte Tikal de stad Dos Pilas als een militaire buitenpost op ongeveer 110 km ten zuidwesten van Tikal, met het doel de handel langs de Pasiónrivier te beheersen. In 635 werd B'alaj Chan K'awiil op vierjarige leeftijd op de troon van de nieuwe buitenpost geïnstalleerd en jarenlang was hij een loyale vazal die streed voor zijn broer, de koning van Tikal. Ongeveer twintig jaar later werd Dos Pilas door Calakmul aangevallen en overtuigend verslagen. B'alaj Chan K'awiil werd gevangen genomen door de koning van Calakmul. In plaats van te worden geofferd, werd hij weer op zijn troon teruggezet, maar nu als vazal van zijn voormalige vijand. In 657 viel B'alaj Chan K'awiil Tikal aan en dwong de toenmalige koning van Tikal, Nuun Ujol Chaak, tijdelijk de stad te verlaten. De eerste twee heersers van Dos Pilas bleven de Mutal-embleemglief van Tikal gebruiken, mogelijk omdat ze dachten een legitieme aanspraak op de troon van Tikal te kunnen maken. Om een nog onbekende reden werd B'alaj Chan K'awiil niet geïnstalleerd als de nieuwe heerser van Tikal, maar bleef in Dos Pilas. In 672 lanceerde Tikal een aanval tegen Dos Pilas en dwong B'alaj Chan K'awiil tot een ballingschap van vijf jaar. Calakmul probeerde Tikal te omcirkelen door allianties te sluiten met bondgenoten rondom Tikal, waaronder El Perú, Dos Pilas en Caracol.
In 682 kwam er een eind aan het Tikalhiaat toen Jasaw Chan K'awiil I van Tikal een gedateerd monument liet oprichten, het eerste in 120 jaar tijd, en de titel van kaloomte (opperkoning) aannam, waarna hij begon aan een reeks nieuwe bouwwerkzaamheden in Tikal. In 695 slaagde hij erin de rollen met Calakmul om te draaien toen hij de edelen van de vijandelijke stad gevangen nam en Calakmul in een langdurige periode van verval raakte waarvan de stad niet meer volledig zou herstellen. Calakmul heeft na deze zware nederlaag nooit meer een monument opgericht ter ere van een militaire overwinning.

#### Tikal na Teotihuacan
In de 7e eeuw was de aanwezigheid van Teotihuacan in de Mayasteden verdwenen en in 700 n.Chr. was het centrum van Teotihuacan met de grond gelijk gemaakt. Desondanks bleef men in Tikal heersers afbeelden in het krijgsgewaad van Teotihuacan. Jasaw Chan K'awiil I en zijn erfgenaam Yik'in Chan K'awiil zetten de vijandelijkheden tegen Calakmul en zijn bondgenoten voort en verstevigden de regionale controle op het gebied rond Tikal dat tot aan het meer van Petén Itzá reikte. Deze twee heersers waren verantwoordelijk voor veel van de indrukwekkende bouwwerken die nog steeds te zien zijn.
In 738 wisselde Quiriguá —een vazal van Copán in het zuidoosten— van loyaliteit door over te lopen naar Calakmul en vervolgens Copán te verslaan, een gebeurtenis waarmee het zijn eigen onafhankelijkheid verwierf. Het lijkt erop dat dit een bewuste poging van Calakmul was om Tikals belangrijkste bondgenoot in het zuiden te verzwakken. Het verstoorde machtsevenwicht in het zuidelijke Mayagebied leidde tot een gestaag verval van Copán.
In de 8e eeuw lieten de heersers van Tikal monumenten uit de hele stad verplaatsen naar het plein tegenover de Noord-Akropolis. Tegen het einde van de 8e eeuw en het begin van de 9e eeuw nam de activiteit in Tikal af. Er werden nog steeds indrukwekkende bouwwerken gemaakt, maar er zijn niet veel hiërogliefen meer die verwijzen naar de latere heersers.

### Finaalklassieke periode
In de 9e eeuw werd de regio getroffen door de ineenstorting van de klassieke Mayabeschaving, waarbij de bevolkingsaantallen plots sterk afnamen en de Mayasteden in die regio stad na stad stilvielen. Door de toenemende endemische oorlogvoering in de Mayaregio concentreerde de ondersteunende bevolking van Tikal zich steeds dichter bij de stad zelf. Daardoor intensiveerde de landbouw op de beschikbare grond en dit leidde tot een versnelde milieuschade. De bouwwerkzaamheden werden aan het begin van de 9e eeuw voortgezet met de bouw van Tempel 3, de laatste van de grote piramides van de stad, en de plaatsing van monumenten ter gelegenheid van de 19e k'atun in 810. Het ontbreken van de traditionele viering aan het begin van de 10e bak'tun in 830 markeert het begin van een hiaat van 60 jaar, waarschijnlijk als gevolg van een instorting van de centrale politieke macht in de Tikal. Tijdens dit hiaat begonnen satellietsteden als Ixlu en Jimbal, die voorheen onder controle van Tikal stonden, hun eigen monumenten op te richten waarbij lokale heersers de voorheen zo exclusieve Mutal-embleemglief gingen gebruiken, terwijl er in Tikal blijkbaar niet meer een autoriteit bestond die bij machte was dit streven naar onafhankelijkheid te onderdrukken. In 849 werd het bezoek van Jewel K'awiil aan Seibal nog wel genoemd op een stèle in die stad, waarbij naar hem werd verwezen als de goddelijke heer van Tikal, maar zijn naam werd in geen enkele andere Mayastad op monumenten vermeld; van de eens zo grote en onomstreden macht van Tikal was niet veel meer overgebleven.
Nadat Tikal en zijn achterland een piekbevolking hadden bereikt, had het reeds overbelaste milieu zwaar te lijden onder ontbossing, bodemerosie en bodemuitputting en ontstond een onhoudbare situatie die resulteerde in een snelle bevolkingsafname. Tussen 830 en 950 verliet het grootste deel van de bevolking Tikal en zijn directe omgeving en de centrale autoriteit lijkt snel te zijn ingestort. Er zijn weinig aanwijzingen dat Tikal rechtstreeks werd getroffen door de endemische oorlogen die andere delen van het gebied teisterden in de finaalklassieke periode (830–950 n.Chr.), hoewel een toestroom van oorlogsvluchtelingen uit het Petexbatúngebied de problemen van het al overbelaste milieu alleen maar zal hebben verergerd.

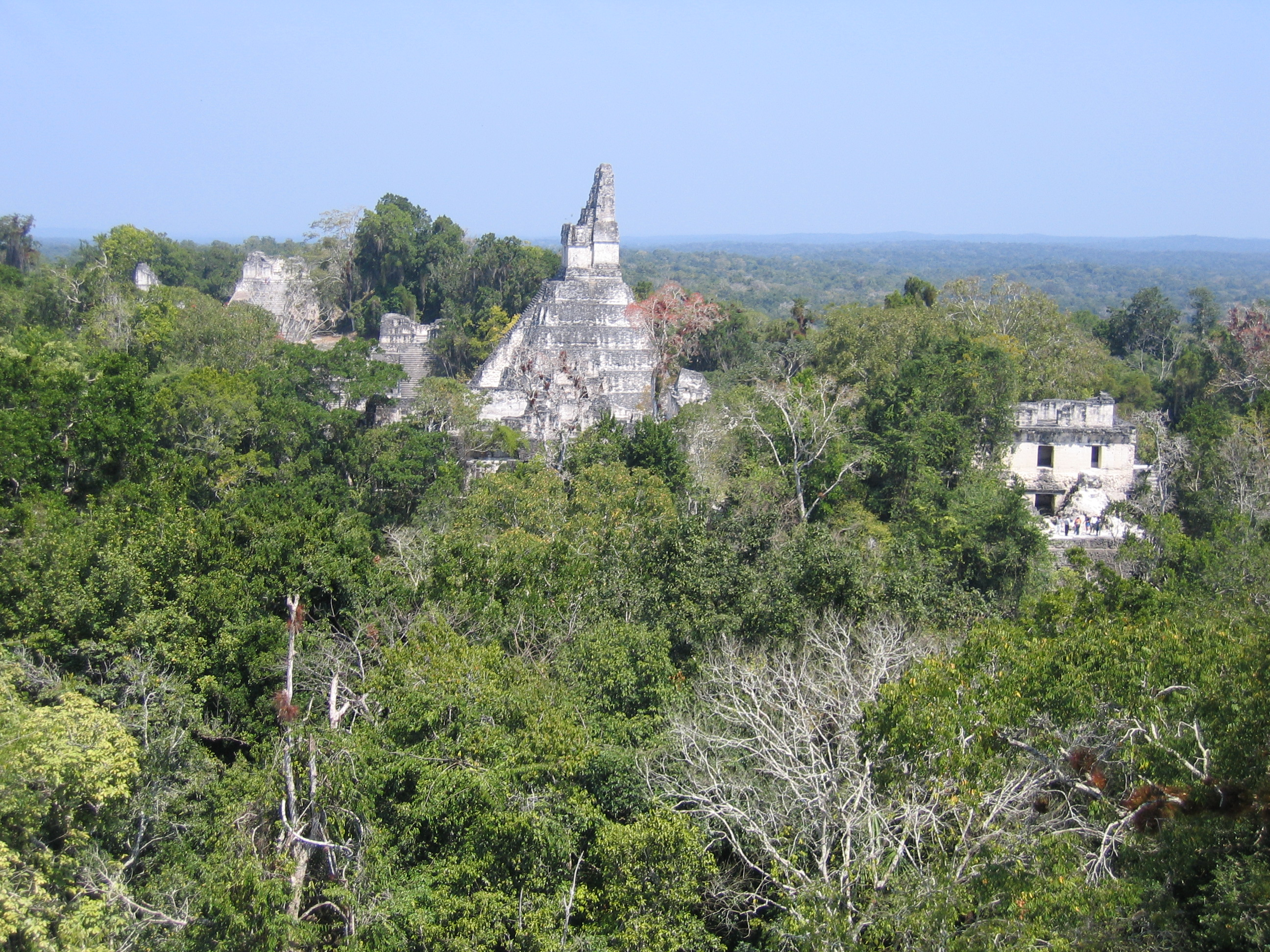
De kern van de site gezien vanuit het zuiden, met tempel I in het midden, de noord-akropolis aan de linkerkant en de centrale akropolis aan de rechterkant.

In de tweede helft van de 9e eeuw werd een poging gedaan de koninklijke macht te doen herleven in het sterk geslonken Tikal, zoals blijkt uit een stèle die Jasaw Chan K'awiil II in 869 op het Grote Plein liet plaatsen. Dit was het laatste monument dat in Tikal werd opgericht voordat de stad uiteindelijk definitief stilviel. Voormalige satellieten van Tikal, als Jimbal en Uaxactun, hielden het niet veel langer vol en bouwden hun laatste monumenten in 889. Tegen het einde van de 9e eeuw had de overgrote meerderheid van Tikals bevolking de stad verlaten, de koninklijke paleizen werden bezet door anonieme bewoners en er werden eenvoudige woningen met rieten daken gebouwd op de ceremoniële pleinen van de stad. De nieuwe bewoners blokkeerden sommige deuropeningen in de kamers van de monumentale gebouwen die ze bewoonden en lieten een mengsel van huishoudelijk afval en kapotte gebruiksvoorwerpen achter. Deze bewoners gebruikten de oude monumenten voor hun eigen rituele activiteiten, die verschilden van die van de koninklijke dynastie die ze had laten bouwen. Sommige monumenten werden vernield, anderen verplaatst. Voordat de stad definitief werd verlaten, bleek dat alle respect voor de oude heersers was verdwenen en werden de graven van de Noord-Akropolis doorzocht op jade, waarbij de eenvoudig te vinden graven werden geplunderd. Na 950 was Tikal zo goed als verlaten, hoewel er mogelijk nog een klein aantal bewoners verspreid tussen de ruïnes heeft gewoond in hutten gemaakt van vergankelijke materialen. Zelfs deze laatste bewoners verlieten de stad in de 10e of 11e eeuw, waarna het regenwoud de ruïnes opeiste in de daaropvolgende duizend jaar. Een deel van Tikals bevolking is mogelijk gemigreerd naar het merengebied in de Peténregio, dat betrekkelijk dichtbevolkt bleef, ondanks een aanzienlijke bevolkingsdaling in de eerste helft van de 9e eeuw.
De meest waarschijnlijke oorzaak van de instorting van Tikal is overbevolking en agrarisch falen. Recenter paleomilieu-onderzoek in Tikals waterreservoirsysteem wijst uit dat een meteorologische droogte ook een belangrijke rol kan hebben gespeeld bij het verval van Tikal. De val van Tikal raakte het hart van de klassieke Mayabeschaving, aangezien de stad, met haar eeuwenoude dynastie van heersers, meer dan duizend jaar een bepalende rol had gespeeld in het hoofse leven, de kunst en de architectuur in het Mayalaagland.

### Moderne geschiedenis

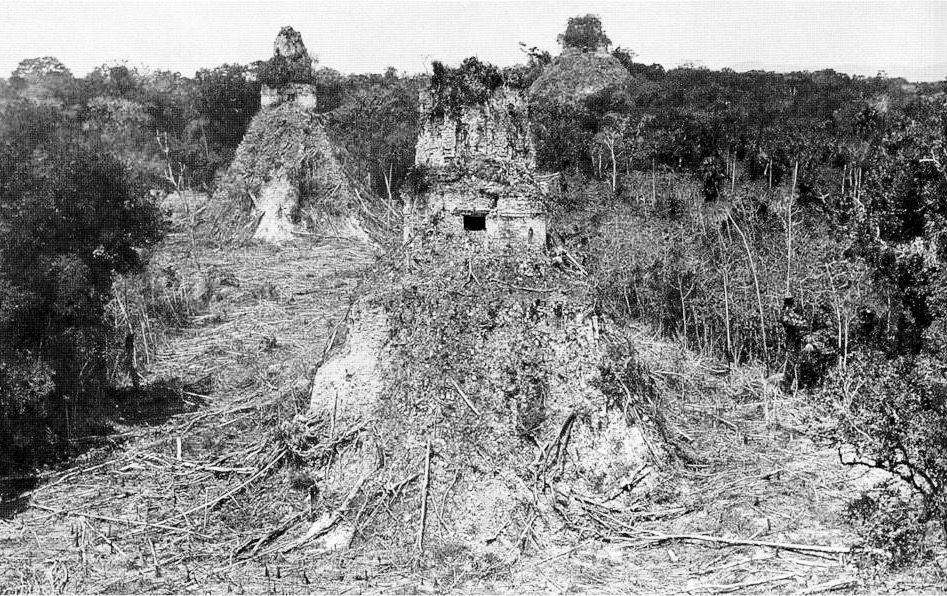
Een van Maudsleys foto's van Tikal, in 1882 genomen nadat de begroeiing was verwijderd.

In 1525 passeerde de Spaanse conquistador Hernán Cortés op een afstand van enkele kilometers van de ruïnes van Tikal, maar noemde ze niet in zijn verslagen. Nadat de Spaanse monnik Andrés de Avendaño begin 1696 verdwaald raakte in het regenwoud van Petén, beschreef hij een ruïne die mogelijk die van Tikal is geweest.
Zoals vaak bij zeer grote oude ruïnes, is ook in dit geval de kennis over de locatie van de site nooit helemaal verloren gegaan in de regio. De lokale bevolking lijkt Tikal nooit te zijn vergeten, aangezien lokale gidsen halverwege de 19e eeuw de eerste Guatemalteekse expedities naar de ruïnes leidden. In de 17e eeuw werden over Tikal enkele verslagen uit de tweede of derde hand gepubliceerd. Deze werden aan het begin van de 19e eeuw gevolgd door de geschriften van John Lloyd Stephens (Stephens en zijn illustrator Frederick Catherwood die tijdens hun reizen van 1839-40 in de regio geruchten optekenden over een verloren stad met witte gebouwentoppen die boven de jungle uittorenden). Vanwege de afgelegen en moeilijke toegankelijke locatie bezocht geen van de ontdekkingsreizigers Tikal, totdat de Guatemalteken Modesto Méndez en Ambrosio Tut, respectievelijk de commissaris en de gouverneur van Petén, het in 1848 bezochten. De kunstenaar Eusebio Lara vergezelde hen en hun verslag werd in 1853 in Duitsland gepubliceerd. In de tweede helft van de 19e eeuw en het begin van de 20e eeuw volgden verschillende andere expedities om Tikal verder te onderzoeken, in kaart te brengen en te fotograferen (waaronder die van Alfred P. Maudslay in 1881-82). De eerste archeologen begonnen in de jaren 1880 met het verwijderen van vegetatie en het in kaart brengen en documenteren van de ruïnes.
In 1951 werd een kleine landingsbaan aangelegd bij de ruïnes, die voorheen alleen te bereiken waren met een meerdaagse tocht te voet of met muilezels door het regenwoud. In 1956 begon het Tikalproject de stad in kaart te brengen op een schaal die niet eerder was vertoond in het Mayagebied. Van 1956 tot 1970 werden grote archeologische opgravingen uitgevoerd door het Tikalproject van de Universiteit van Pennsylvania. Daarbij werd een groot deel van de site in kaart en werd een groot deel van de bouwwerken opgegraven en gerestaureerd. Met de opgravingen onder leiding van Edwin M. Shook en later William Coe werden van 1957 tot 1969 de Noord-Akropolis en het Centrale Plein onderzocht. Het Tikalproject registreerde meer dan 200 monumenten op de site. In 1979 begon de Guatemalteekse regering met een archeologisch vervolgproject in Tikal, dat doorging tot 1984.
Tikal en het omringende nationaal park zijn een belangrijke toeristische bezienswaardigheid geworden. Op de site is een archeologisch museum gebouwd dat in 1964 werd voltooid.
Filmmaker George Lucas gebruikte Tikal als filmlocatie voor de fictieve planetaire maan Yavin IV in de verhaallijn van de eerst uitgebrachte Star Wars-film, Episode IV: A New Hope, die 1977 in première ging. EON Productions gebruikte de site in de James Bondfilm Moonraker.
Tempel I van Tikal stond op de achterkant van het Guatemalteekse 50 centavo-bankbiljet.

## Beschrijving van de site

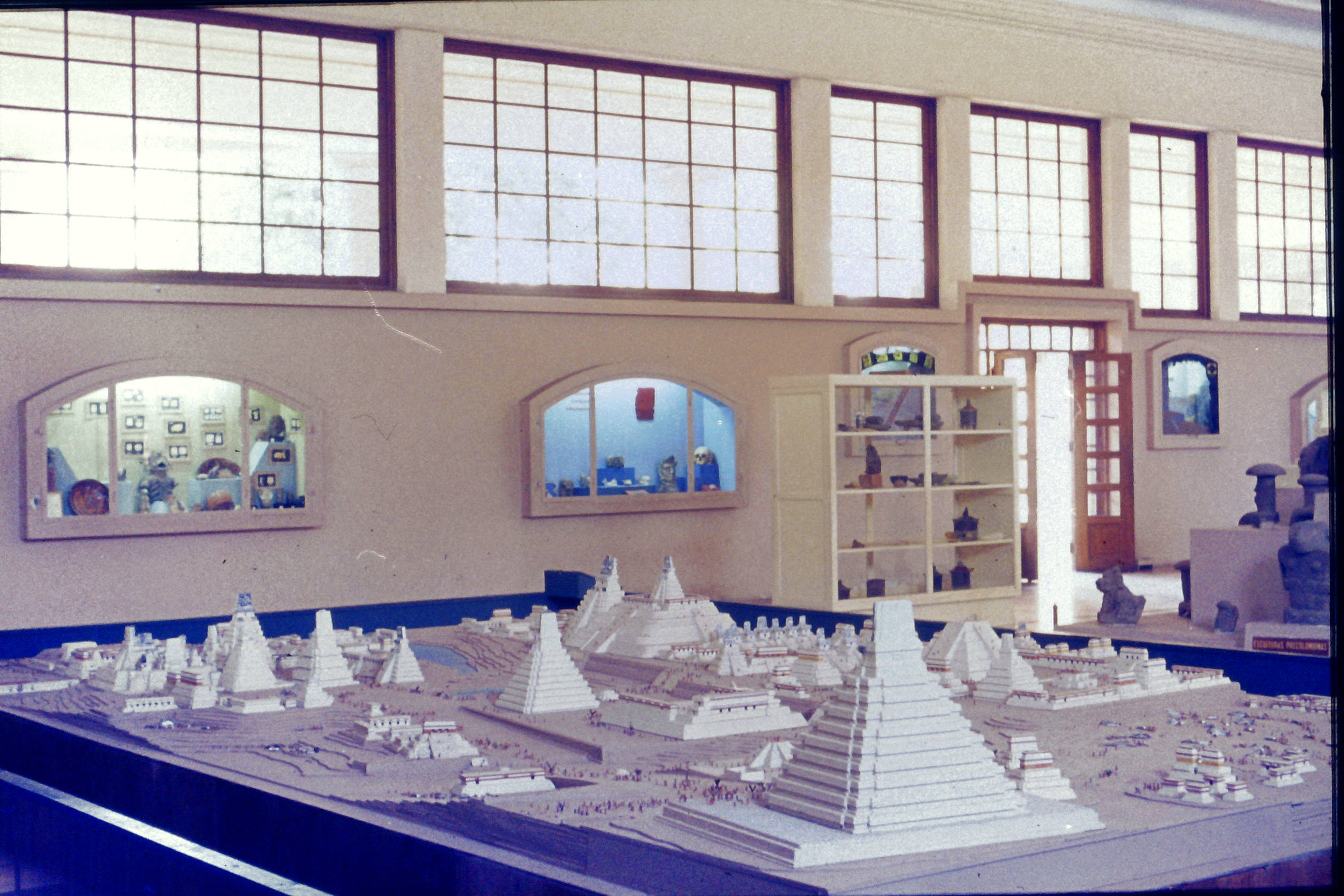
Maquette van het ceremoniële centrum van Tikal in het Nationaal Museum voor Archeologie en Etnologie, Guatemala-Stad.

Plattegrond van het centrum van de site.

Tikal was een van de grootste Mayasteden uit de klassieke periode en een van de grootste historische steden in Amerika. De gebouwen van Tikal zijn gemaakt van kalksteen en het centrum van de stad omvat de restanten van piramide-tempels met een hoogte van meer dan 70 meter, grote koninklijke paleizen, een aantal kleinere piramiden, paleizen, woningen, bestuurlijke gebouwen, platforms en gegraveerde stenen monumenten. Er is zelfs een gebouw aangetroffen dat oorspronkelijk voorzien was van houten tralies voor de ramen en deuren en dat als gevangenis dienst lijkt te hebben gedaan. Er zijn ook zeven speelvelden voor het Meso-Amerikaans balspel, waaronder een set van drie balspelvelden op het Plein van de Zeven Tempels, hetgeen uniek is in Meso-Amerika. Het centrum van Tikal is gedeeltelijk gerestaureerd door de Universiteit van Pennsylvania en de overheid van Guatemala.
Het voor de bouwwerken gebruikte kalksteen werd in Tikal zelf gewonnen. De door de steengroeves gevormde depressies in het terrein werden bepleisterd om ze waterdicht te maken en als waterreservoirs te gebruiken, samen met enkele waterdichte natuurlijke depressies. De belangrijkste pleinen waren licht hellend aangelegd en bedekt met een laag stucwerk waardoor het regenwater naar een systeem van watergoten werd geleid dat de reservoirs voedde.
Het residentiële gebied van Tikal beslaat een oppervlakte van naar schatting 60 km², waarvan een groot deel overwoekerd is door regenwoud en nog niet in kaart gebracht of opgegraven is. De stadskern beslaat een oppervlakte van 16 km² en is wel gedetailleerd in kaart gebracht; het gehele stedelijke gebied heeft mogelijk een oppervlakte van ongeveer 125 km² omsloten. In de jaren zestig werd ontdekt dat Tikal was omringd door een uitgestrekt systeem van aarden wallen en 6 meter brede greppels waarvan werd aangenomen dat het verdedigingswerken waren. Recenter vervolgonderzoek toonde aan dat de schaal van de grondwerken erg variabel is en op veel plaatsen defensief van weinig betekenis. Ook bleek dat delen van de greppels waren geïntegreerd in een systeem van waterkanalen. Het systeem van aarden wallen en greppels lijkt veelzijdiger en complexer dan aanvankelijk werd gedacht.
In 2018 ontdekten archeologen in het noorden van Guatemala 60.000 niet eerder in kaart gebrachte bouwwerken met behulp van 'Lidar', een revolutionaire lasertechnologie waarmee het mogelijk is boombladeren digitaal uit het beeld te verwijderen waardoor de restanten van oude bouwwerken zichtbaar worden. Bij dit onderzoeksproject werd Lidartechnologie toegepast op een oppervlakte van 2100 km² in het Maya-biosfeerreservaat in de Peténregio van Guatemala. Op basis van deze bevindingen geloven archeologen dat het noorden van Guatemala tijdens de laatklassieke periode (650-800 n.Chr.) werd bevolkt door 7-11 miljoen Maya's, aanzienlijk meer dan voorheen werd geschat. Dit onderzoek toonde aan dat Mayasteden als Tikal aanzienlijk groter waren dan eerder werd aangenomen.

### Verhoogde wegen
In de laatklassieke periode verbond een wegennetwerk van enkele kilometers de verschillende stadsdelen in het centrum met elkaar. Deze sacbeob (verhoogde wegen) verbonden het Grote Plein met Tempel IV (ongeveer 750 meter naar het westen) en de Tempel van de Inscripties (ongeveer 1 km naar het zuidoosten). De wegen waren verhoogd, vrij breed en werden gemaakt van samengestampte kalksteen bedekt met een pleisterlaag. Ze vergemakkelijkten niet alleen de communicatie tussen de stadsdelen gedurende het regenseizoen, maar dienden ook als dam. De wegen zijn later vernoemd naar de eerste ontdekkingsreizigers en archeologen in de ruïnes: Maler, Maudslay, Tozzer en Méndez.
De Malerweg loopt noordwaarts van achter Tempel I naar Groep H. Een groot bas-reliëf is in de kalkstenen rots uitgehouwen langs de kant van de verhoogde weg net ten zuiden van Groep H. Het toont twee vastgebonden gevangenen en dateert uit de laatklassieke periode.
De Maudsleyweg loopt 0,8 km noordoostelijk van Tempel IV naar Groep H.
De Méndezweg loopt zuidoostelijk van het Oostplein naar Tempel VI, een afstand van ongeveer 1,3 km.
De Tozzerweg loopt westelijk van het Grote Plein naar Tempel IV.

### Architectonische groepen

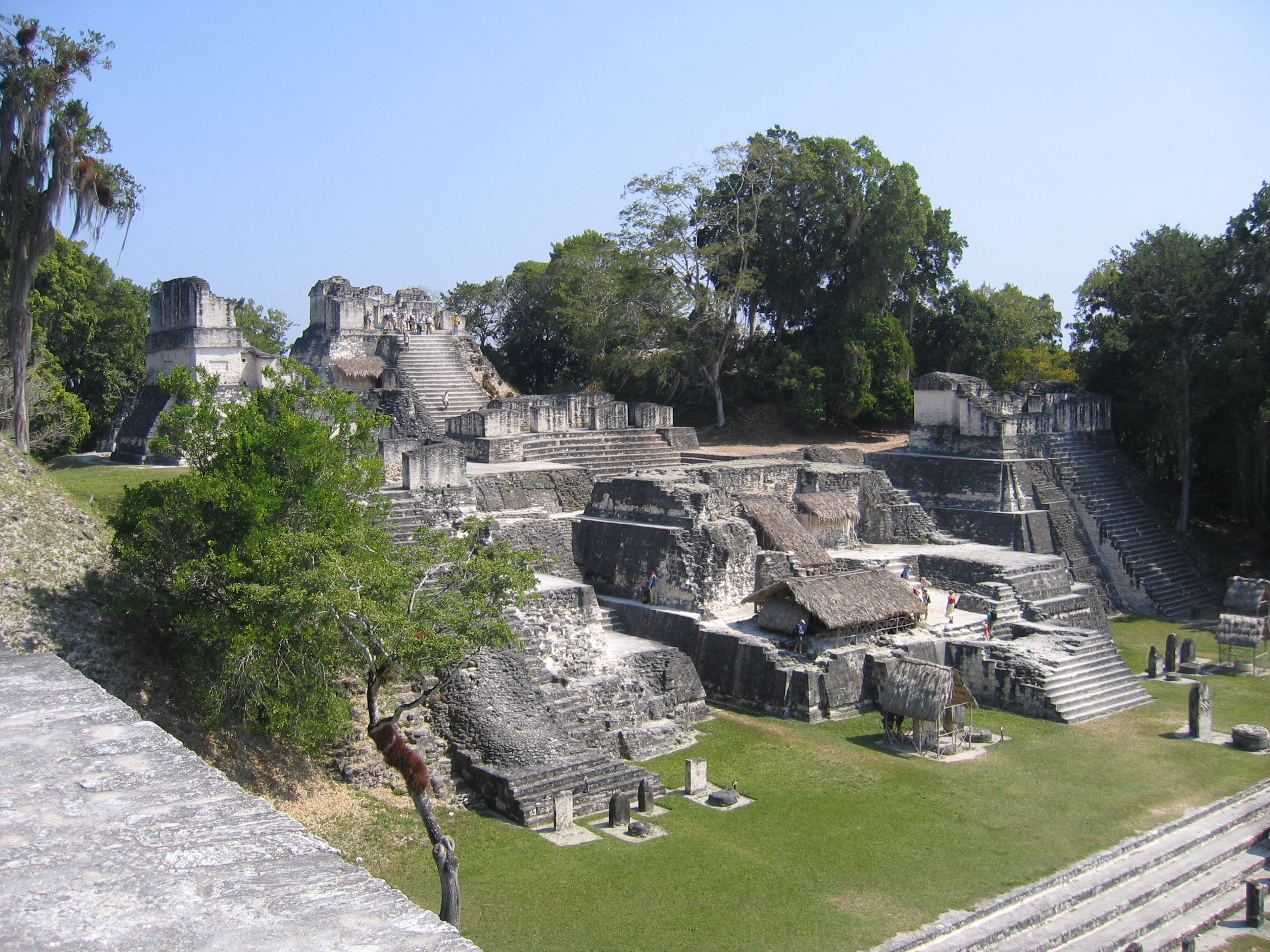
De Noord-Akropolis.

Het Grote Plein ligt in het hart van de site; het wordt aan de oost- en westzijde geflankeerd door twee grote tempelpiramiden. Aan de noordkant grenst het aan de Noord-Akropolis en aan de zuidkant aan de Centrale Akropolis.
De Centrale Akropolis is een paleiscomplex net ten zuiden van het Grote Plein.
De Noord-Akropolis is, samen met het Grote Plein direct ten zuiden, een van de meest onderzochte architectonische groepen in het Mayagebied. Het is een complexe groep waarvan de bouw begon in de preklassieke periode, rond 350 v.Chr. Het werd uiteindelijk gebruikt als grafcomplex van de heersende dynastie in de klassieke periode, waarbij elke nieuwe koninklijke graftombe bovenop de vorige werd gebouwd. Na 400 n.Chr. werd een rij hoge piramiden toegevoegd aan het oudere noordelijke platform, dat 100 bij 80 meter meet en het geleidelijk aan het zicht onttrok. Acht tempelpiramiden werden gebouwd in de 6e eeuw na Christus, elk met een grote dakkam en een trap geflankeerd door maskers van godheden. In de 9e eeuw na Christus waren er 43 stèles en 30 altaren gebouwd op de Noord-Akropolis; Op 18 van deze monumenten zijn gebeeldhouwde koninklijke portretten met hiëroglifische teksten aangebracht. Ook in de postklassieke periode werd de Noord-Akropolis gebruikt voor het bouwen van graftombes.

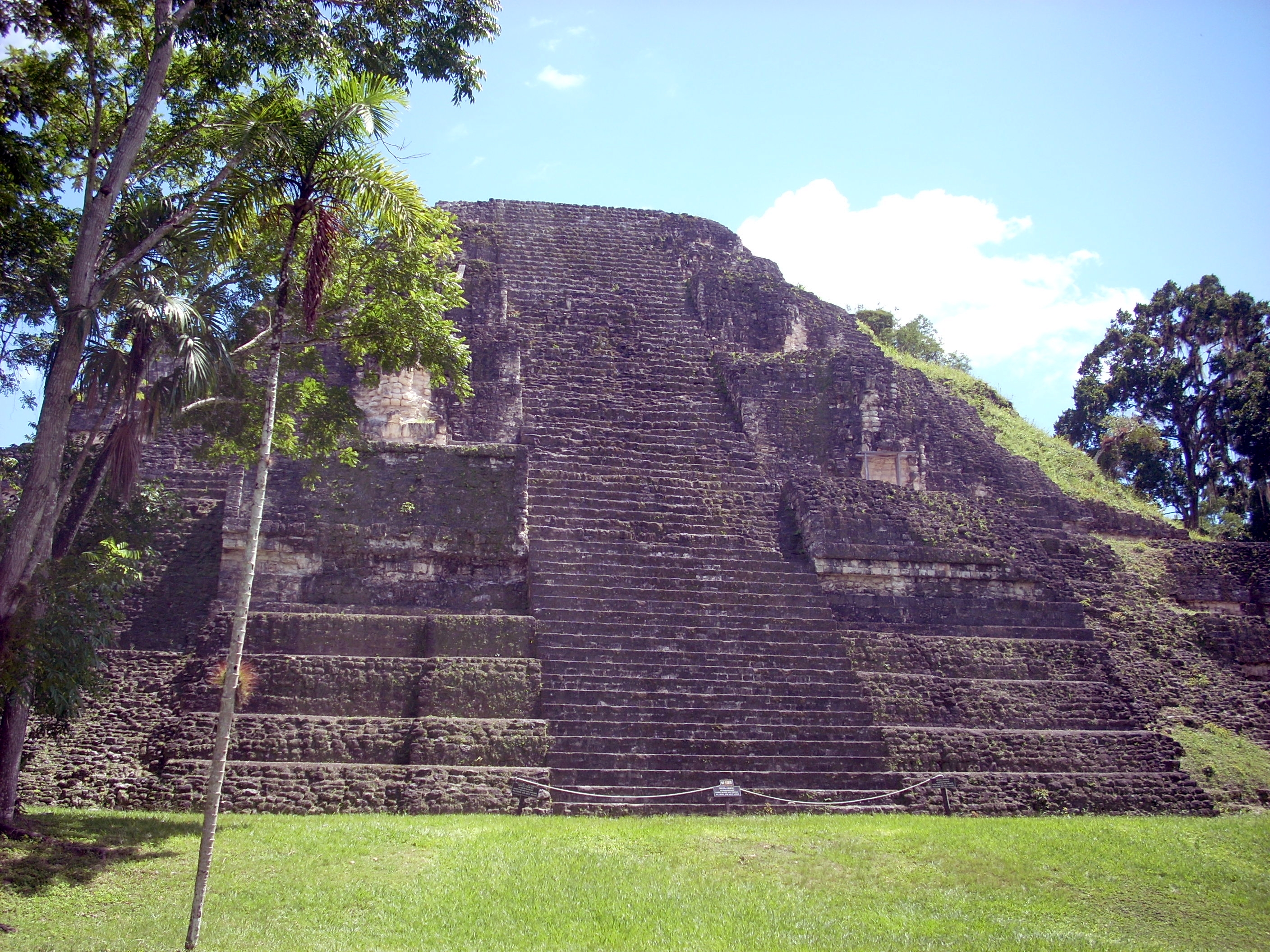
De piramide van de Verloren Wereld in het Mundo Perdido-complex.

De Zuid-Akropolis bevindt zich naast Tempel V. Het is gebouwd op een groot basisplatform dat een oppervlakte van meer dan 20.000 m² beslaat.
Het Plein van de Zeven Tempels ligt ten westen van de Zuid-Akropolis. Het wordt begrensd door een rij bijna identieke tempels aan de oostkant, door paleizen aan de zuid- en westzijde en door een drietal balspelvelden aan de noordkant.
Het Verloren Wereld-complex (ook bekend als Mundo Perdido-complex) bevindt zich ten westen van het Plein van de Zeven Tempels. Het is het grootste ceremoniële complex in Tikal en dateert uit de preklassieke periode. Het is ingedeeld als een grote E-Groep en bestaat uit een piramide die in het oosten is uitgelijnd met een platform dat drie tempels draagt. Het Mundo Perdido-complex is in de loop der tijd vele malen herbouwd. In 250–300 n.Chr. werd de bouwstijl beïnvloed door de grote metropool Teotihuacan, hetgeen ook werd weerspiegeld door het gebruik van de talud-tablero-vorm. Tijdens de vroegklassieke periode (ca. 250–600 n.Chr.) werd het Mundo Perdido-complex een van de twee centra van de stad, het andere was de Noord-Akropolis. Van 250 tot 378 n.Chr. werd het mogelijk gebruikt als koninklijke necropolis. Het Mundo Perdido-complex is zo genoemd door de archeologen van de Universiteit van Pennsylvania; het is gecentreerd rond de Piramide van de Verloren Wereld en een klein platform ten westen ervan.
Groep G ligt net ten zuiden van de Méndezweg. Het complex dateert uit de laatklassieke periode en bestaat uit paleisachtige gebouwen; het is een van de grootste groepen in zijn soort in Tikal. Het heeft twee verdiepingen, maar de meeste kamers bevinden zich op de benedenverdieping, in totaal 29 gewelfde kamers. Op de tweede verdieping bevinden zich de resten van twee andere kamers. Een van de ingangen van de groep werd omlijst door een gigantisch masker.
Groep H bevindt zich midden op een plein ten noorden van het Grote Plein. Het wordt begrensd door tempels uit de laatklassieke periode.

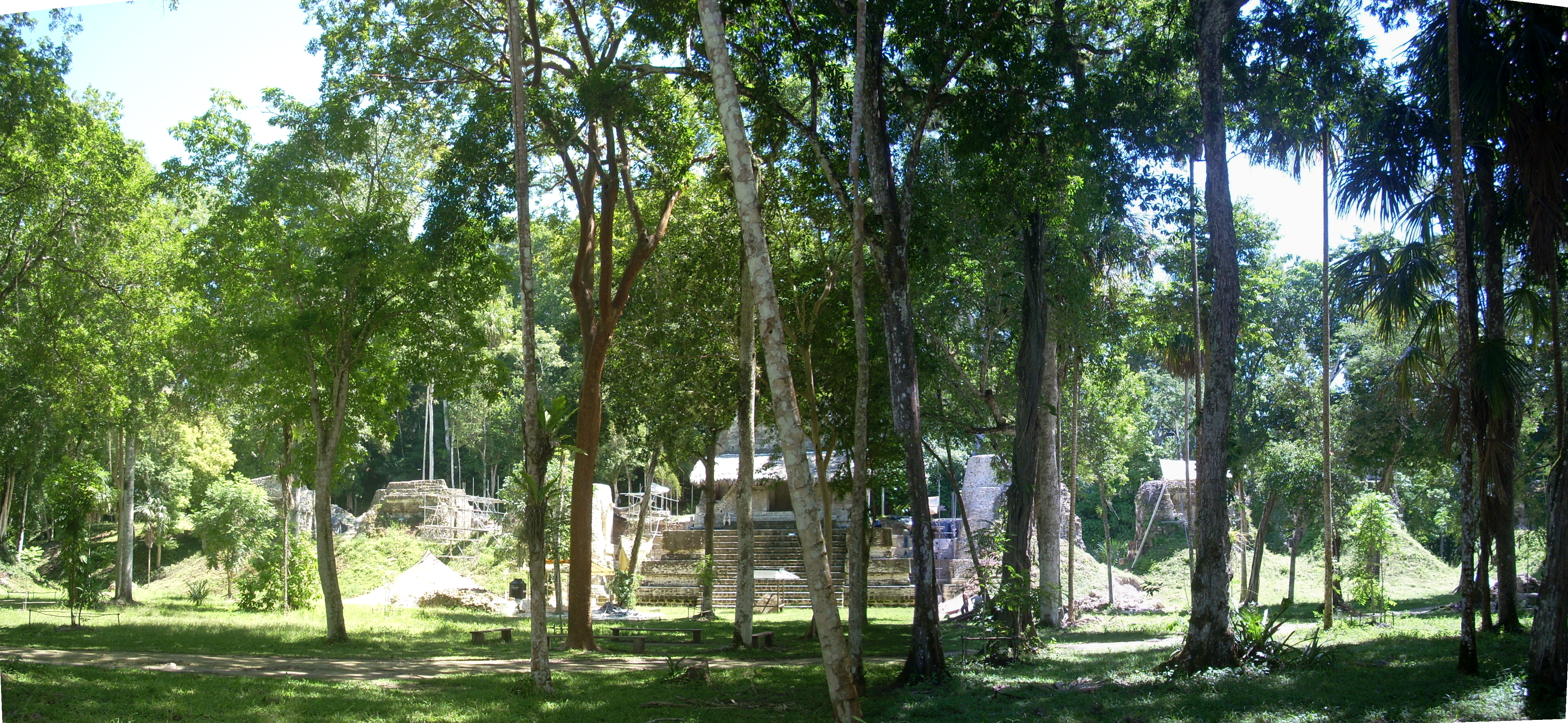
Het plein van de Zeven Tempels.

Tikal telt negen tweelingpiramidecomplexen, waarvan er een in een ver verleden volledig is ontmanteld en enkele anderen gedeeltelijk zijn vernield. Deze complexen variëren in grootte, maar bestaan uit twee piramiden die op een oost-west-as tegenover elkaar staan. De piramiden hebben een platte bovenkant en hebben trappen aan alle vier zijden. Direct ten westen van de oostelijke piramide en ten noorden van de piramiden werd een rij niet-bewerkte stèles geplaatst. Op ongeveer gelijke afstand van deze, is veelal een gebeeldhouwde stèle en altaar combinatie geplaatst. Aan de zuidkant van deze complexen staat een langwerpig gewelfd gebouw met daarin een enkele zaal met negen deuropeningen. Het eerste tweelingpiramidecomplex werd aan het begin van de 6e eeuw gebouwd op het Oostplein. Aanvankelijk werd gedacht dat deze complexen uniek waren voor Tikal, maar enkele tweelingpiramidecomplexen zijn later ook op andere archeologische sites aangetroffen, zoals in Yaxha en Ixlu, en mogelijk vormen deze een weerspiegeling van Tikals politieke dominantie in de laatklassieke periode.
Groep Q  is een van de grootste tweelingpiramidecomplexen in Tikal. Het werd in 771 gebouwd door Yax Nuun Ayiin II om het einde van de 17e k'atun te markeren. Het grootste gedeelte is gerestaureerd en de bijbehorende monumenten zijn weer rechtop gezet.
Groep R is een ander tweelingpiramidecomplex, dat gedateerd is op 790. Het ligt vlak bij de Malerweg.

### Bouwwerken

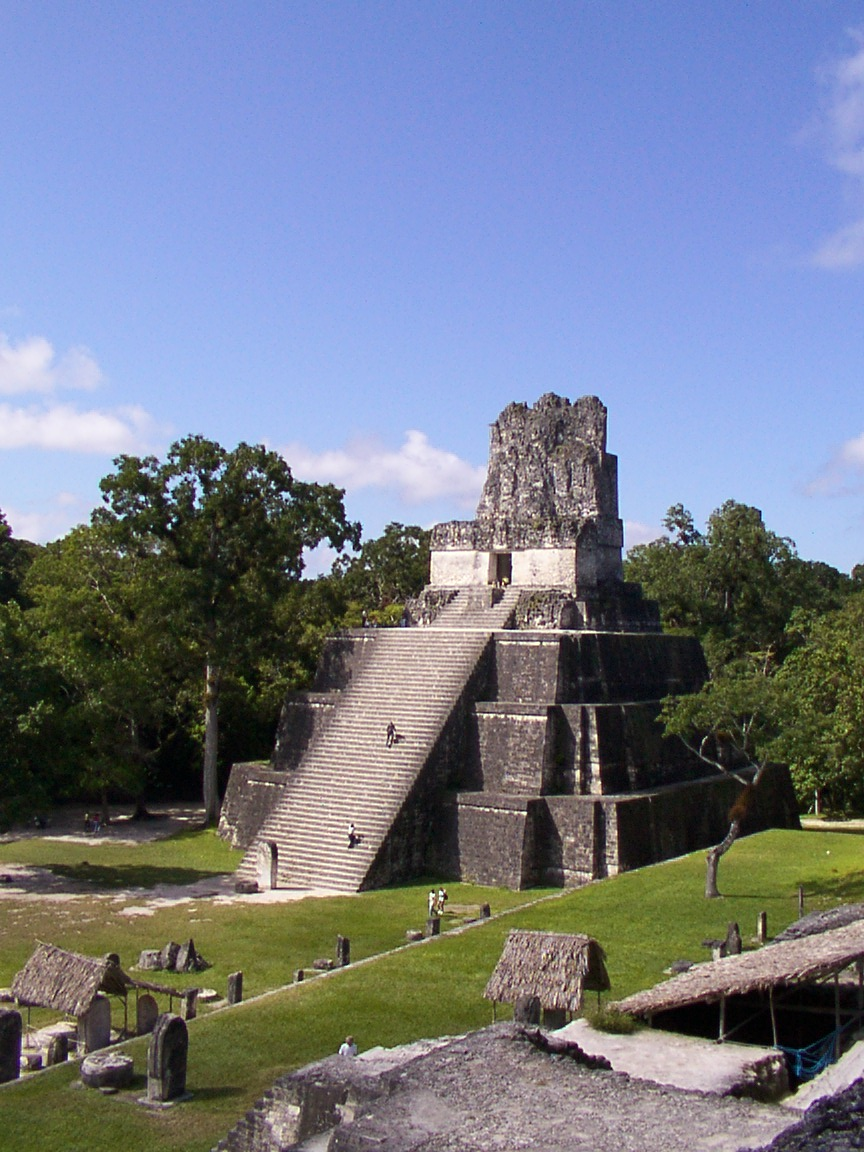
Tempel II op het hoofdplein.

Tikal telt duizenden oude bouwwerken waarvan na verscheiden decennia aan archeologische werkzaamheden slechts een fractie is opgegraven. Tot de meest prominente overgebleven bouwwerken behoren zes zeer grote piramiden, Tempels I t/m VI, die elk aan de bovenzijde een tempelgebouw dragen. Een aantal van deze piramiden is meer dan 60 meter hoog. Ze werden tijdens het eerste archeologische onderzoek van de site opeenvolgend genummerd. De bouw van elk van deze tempelpiramiden heeft waarschijnlijk niet meer dan twee jaar geduurd.
Tempel I (ook bekend als Tempel van Ah Cacao of Tempel van de Grote Jaguar) is een funeraire piramide gewijd aan Jasaw Chan K'awil, die in 734 n.Chr. in de graftombe werd bijgezet; de bouw van de piramide werd voltooid tussen 740–750 n.Chr. De tempel heeft een hoogte van 47 meter. De grote dakkam die bovenop de tempel stond, was oorspronkelijk versierd met een gigantisch beeld van de koning op zijn troon, maar hiervan is niet veel overgebleven. Het graf van de koning werd in 1962 ontdekt bij opgravingen van de Universiteit van Pennsylvania. Onder de voorwerpen die zijn aangetroffen in het uit de laatklassieke periode daterende graf was een grote verzameling gegraveerde buizen en stroken van menselijke en dierlijke botten met verfijnde taferelen met afbeeldingen van godheden en mensen, fijn uitgesneden en ingewreven met vermiljoen, evenals jade- en schelpornamenten en keramische potten gevuld met voedingswaren en dranken. De tempel op de piramide bezit drie opeenvolgende kamers, waarvan de deuropeningen worden overspannen door houten lateien gemaakt van meerdere balken. De buitenste latei was onbewerkt, maar de twee binnenste lateien waren wel bewerkt. Een aantal bewerkte balken werden in de 19e eeuw verwijderd en hun huidige locatie is onbekend, andere balken zijn naar musea in Europa gebracht.

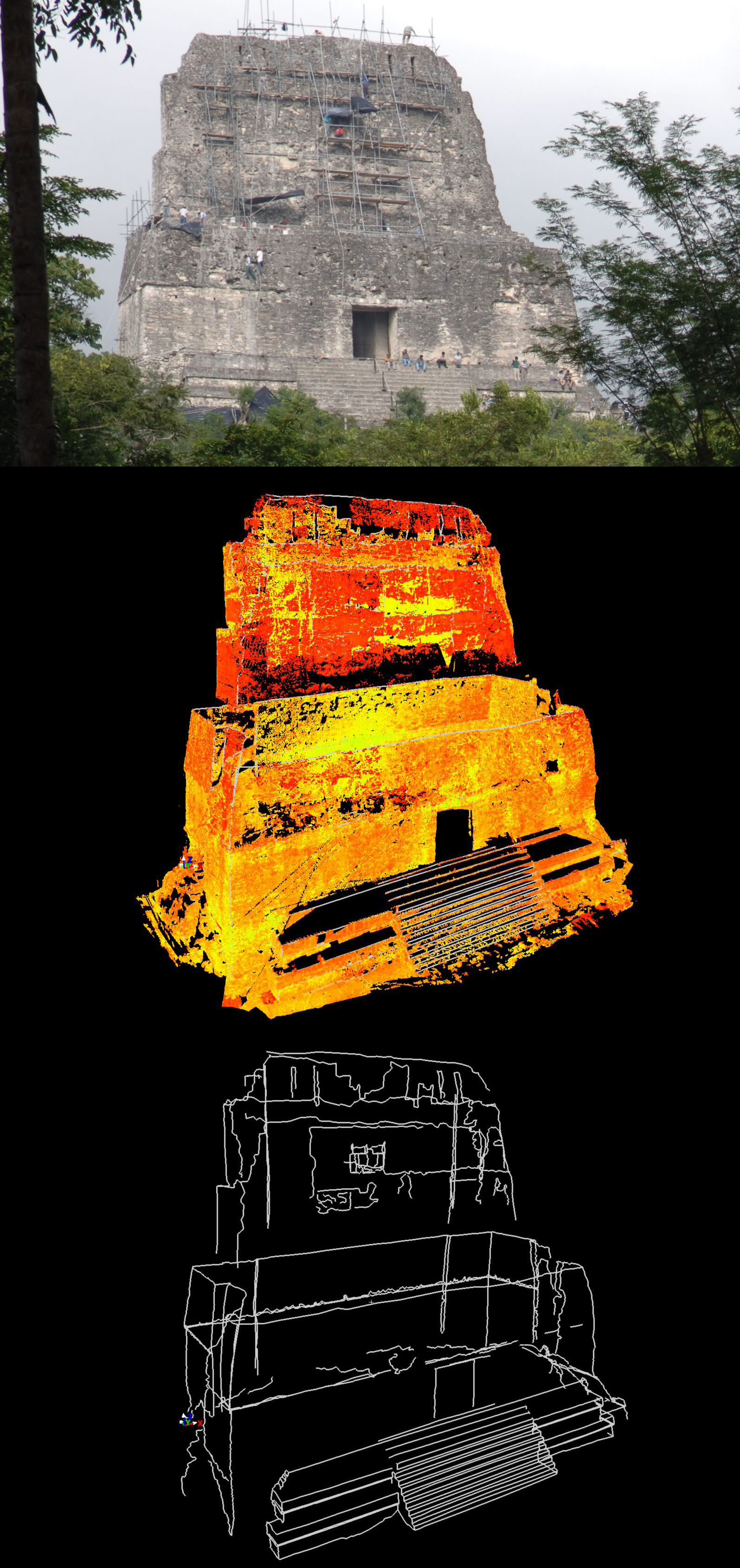
Contrastfoto, scanfoto en isometrische afbeelding van de dakkam van Tempel IV, met gegevens verkregen door een laserscan gemaakt door non-profit CyArk.

Tempel II (ook bekend als Tempel van het Masker) werd gebouwd rond 700 n.Chr. en is 38 meter hoog. Evenals als andere grote tempelpiramiden in Tikal bezat deze tempel drie opeenvolgende kamers waarvan de deuropeningen werden overspannen door houten lateien, waarvan alleen de middelste voorzien was van houtsnijwerk. Hoewel de tempel was opgedragen aan de vrouw van Jasaw Chan K'awil, is haar graf niet gevonden. Het portret van de koningin was uitgesneden in de houten latei die de deuropening van de tempel overspant. Een van de bewerkte balken van deze latei bevindt zich nu in het American Museum of Natural History in New York.
Tempel III (ook bekend als Tempel van de Jaguarpriester) had een hoogte van 55 meter en was de laatste in Tikal gebouwde grote tempelpiramide. Het tempelgebouw bezat een fijn uitgesneden, maar beschadigde, houten latei daterend van 810 n.Chr., met een portret dat mogelijk de heerser Donkere Zon in een rituele dans voorstelt. Het tempelgebouw bezit twee kamers.
Tempel IV heeft een hoogte van 70 meter gemeten vanaf het niveau van het plein tot de bovenkant van de dakkam en is daarmee de hoogste tempelpiramide in Tikal. Tempel IV markeert het bewind van Yik'in Chan Kawil (Heerser B, de zoon van Heerser A of Jasaw Chan K'awiil I) en de twee bewerkte houten lateien boven de deuropening van het tempelgebouw bezitten een datum uit de lange telling (9.15.10.0.0) die overeenkomt met 741 n.Chr. Tempel IV is de grootste piramide die in de 8e eeuw in de Mayaregio is gebouwd, en zoals het er nu uitziet is het ook het hoogste precolumbiaanse bouwwerk in Amerika, hoewel de Piramide van de Zon in Teotihuacan en een van de piramiden in El Mirador oorspronkelijk waarschijnlijk hoger waren.
Tempel V bevindt zich zuidelijk van de Centrale Akropolis en is de funeraire piramide van een nog niet geïdentificeerde heerser. De tempel is 57 meter hoog en is daarmee het op een na hoogste bouwwerk in Tikal; alleen Tempel IV is hoger. De tempel is met behulp van koolstofdatering gedateerd op ongeveer 700 n.Chr., in de laatklassieke periode, en de datering van het keramiek geassocieerd met het bouwwerk plaatst de constructie ervan tijdens het bewind van Nun Bak Chak in de tweede helft van de 7e eeuw.
Tempel VI (ook bekend als Tempel van de Inscripties) werd gewijd in 766 n.Chr. Deze tempelpiramide valt op door de 12 meter hoge dakkam. Panelen met hiërogliefen bedekken de achterkant en zijkanten van de dakkam; de voorkant is niet gerestaureerd. De tempel kijkt uit op een plein in het westen.
Tempel 33 was een funeraire piramide die werd gebouwd bovenop het graf van Siyaj Chan K'awiil I (bekend als Graf 48) in de Noord-Akropolis. De eerste fase van het bouwwerk begon in de vroegklassieke periode als een breed basisplatform versierd met grote stuccomaskers die de trap flankeerden. Later in de vroegklassieke periode werd er een nieuwe bovenbouw aan toegevoegd, eveneens met stuccomaskers en versierde panelen. Tijdens het Tikalhiaat werd een derde laag gebouwd bovenop het bestaande, de trap werd afgebroken en een andere graftombe, van een niet-geïdentificeerde heerser, werd in het bouwwerk geplaatst (Graf 23). Tijdens de bouw van de nieuwe piramide werd een andere hooggeplaatste tombe (Graf 24) in de puinkern van het gebouw geplaatst. De piramide werd vervolgens voltooid en had een hoogte bereikt van 33 meter. De definitieve versie van Tempel 33 werd in 1965 volledig ontmanteld door archeologen om de eerdere stadia van het bouwwerk te kunnen bereiken.
Bouwwerk 34 is een tempelpiramide in de Noord-Akropolis die door Siyaj Chan K'awiil II is gebouwd boven het graf van zijn vader, Yax Nuun Ayiin I. Het tempelgebouw op de piramide heeft drie opeenvolgende kamers.

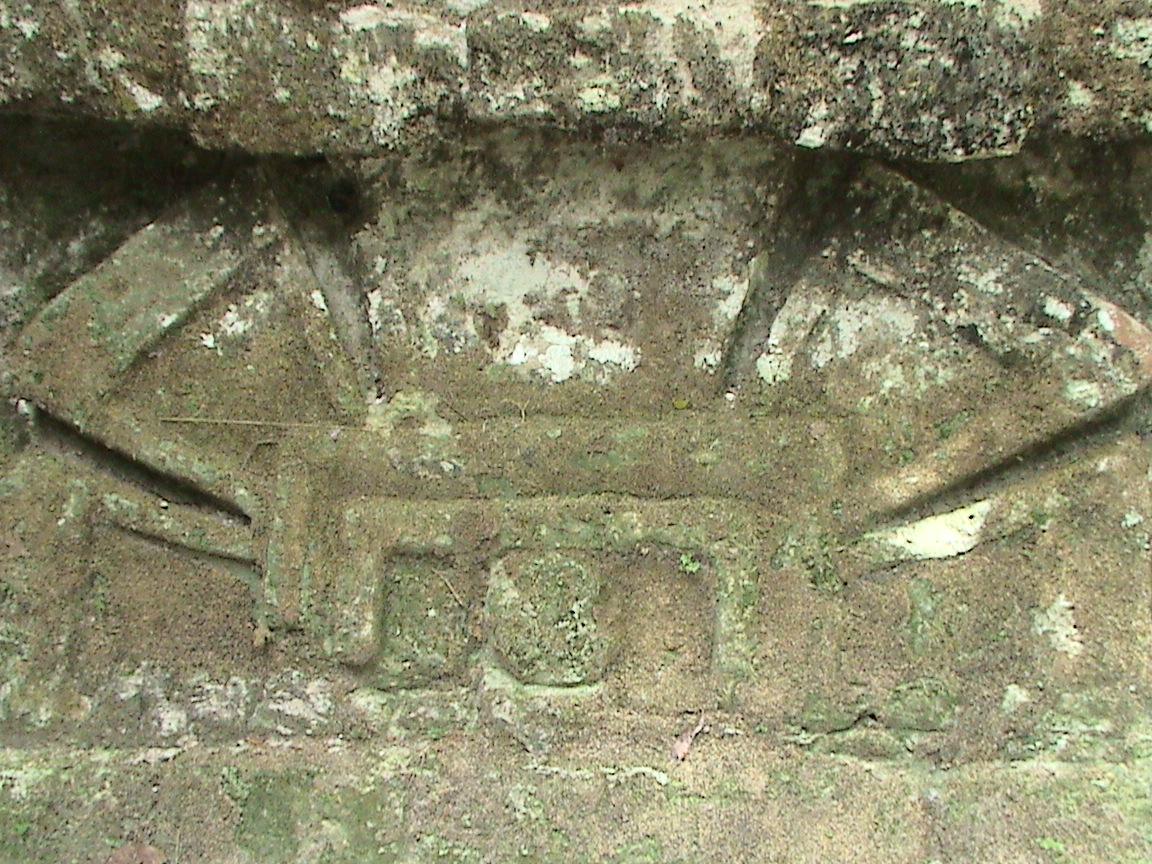
Detail van aan Teotihuacan-gerelateerde beelden die de schuine talud-gedeelten versieren van de talud-tablero wanden van Bouwwerk 5D-43.

Bouwwerk 5D-43 is een ongewone radiale tempel op het Oostplein, gebouwd op een reeds bestaand tweelingpiramidecomplex. Het staat aan het einde van het balspelveld van het Oostplein en bezat vier toegangsdeuren en drie trappen, een aan elke zijde behalve de zuidzijde die te dicht bij de Centrale Akropolis lag om er ook een trap te bouwen. Het gebouw heeft een talud-tablero-platformprofiel dat afwijkt van de oorspronkelijke stijl van Teotihuacan. Er is zelfs gesuggereerd dat de stijl van het gebouw meer verwantschap vertoont met El Tajin en Xochicalco dan met Teotihuacan. De verticale tablero-panelen zijn geplaatst tussen schuine talud-panelen en zijn versierd met gepaarde schijfsymbolen. Op de schuine talud-panelen zijn bloemsymbolen aangebracht die verwant zijn aan de Venus- en stersymbolen die in Teotihuacan gebruikelijk zijn. Het dak van het bouwwerk was versierd met friesen, waarvan nu alleen nog fragmenten zijn overgebleven, met de beeltenis van een monsterkop, mogelijk dat van een jaguar, uit wiens bek een andere kop tevoorschijn komt. De tweede kop heeft een gespleten tong, maar stelt waarschijnlijk geen slang voor. De tempel en het bijbehorende balspelveld dateren waarschijnlijk uit het laatste deel van de 7e eeuw, tijdens het bewind van Nuun Ujol Chaak of die van zijn zoon Jasaw Chan K'awiil I.
Bouwwerk 5C-49 dateert uit de vierde eeuw na Christus en heeft een bouwstijl die duidelijk verwant is aan die van Teotihuacan; het heeft balustrades, een zeer ongebruikelijk architectonisch kenmerk in de Mayaregio, en een talud-tablero-gevel. Het bevindt zich in de buurt van de Verloren Wereld-piramide.
Bouwwerk 5C-53 is een klein platform in Teotihuacanstijl dat dateert uit ongeveer 600 n.Chr. Het was voorzien van trappen aan alle vier zijden en had geen bovenbouw.

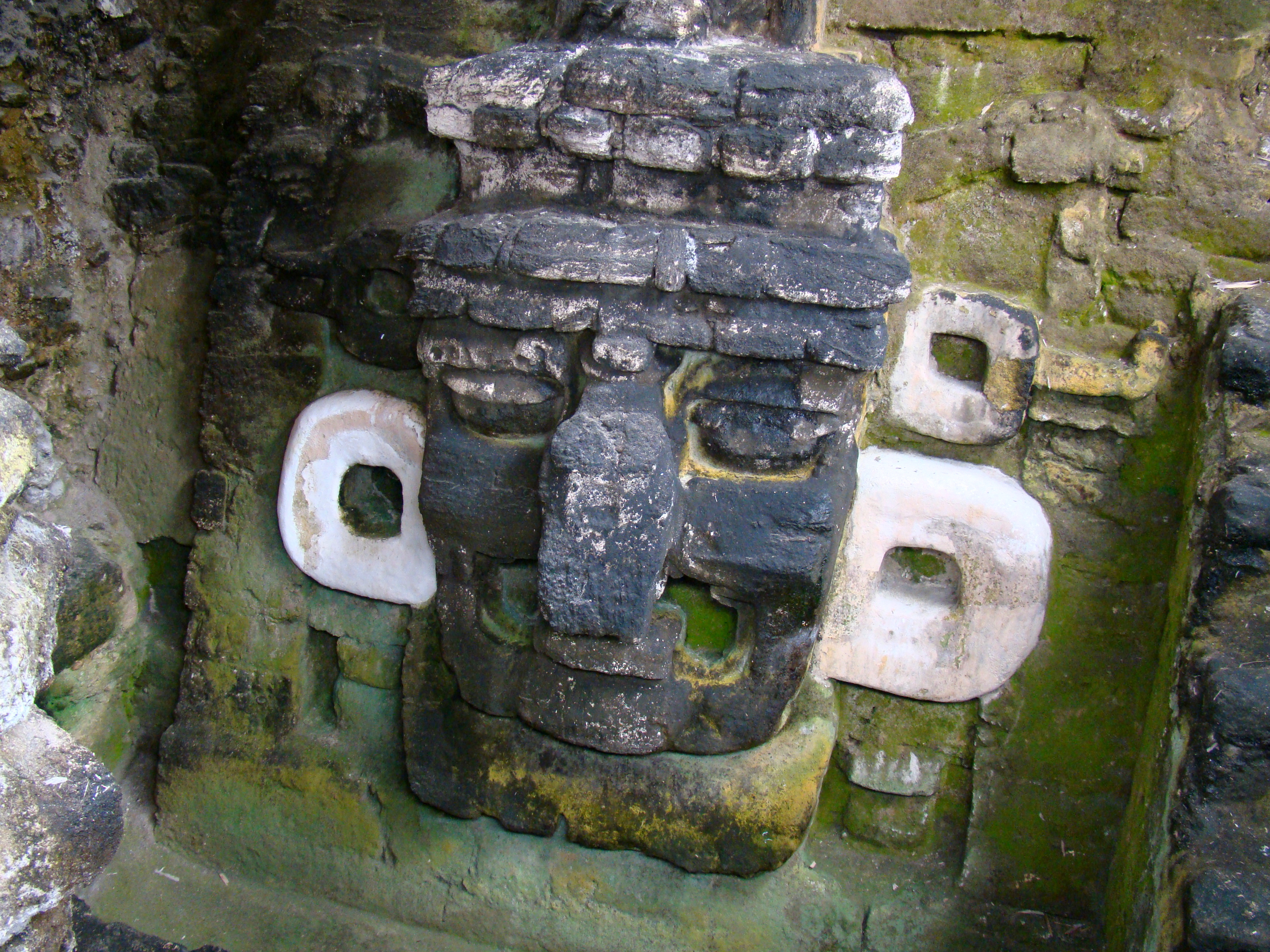
Een groot stuccomasker siert de onderbouw van Tempel 33.

De Verloren Wereld-Piramide (Bouwwerk 5C-54) is het grootste bouwwerk in het Mundo Perdido-complex. Het ligt in het zuidwestelijke gedeelte van de centrale kern van Tikal, ten zuiden van Tempel III en ten westen van Tempel V. Het was versierd met stuccomaskers van de zonnegod en dateert uit de laat-preklassieke periode; deze piramide maakt deel uit van een gesloten complex van bouwwerken dat intact bleef en niet werd beïnvloed door latere bouwactiviteiten in Tikal. Tegen het einde van de laat-preklassiek periode was deze piramide een van de grootste bouwwerken in de Mayaregio. Het bereikte zijn definitieve vorm tijdens het bewind van Chak Tok Ich'aak in de vierde eeuw na Christus, in de vroegklassieke periode, en was meer dan 30 meter hoog met trappen aan alle vier zijden en een platte bovenkant waarop mogelijk een van vergankelijke materialen gemaakte bovenbouw heeft gestaan. De positie van een groep tempels aan de oostkant van dit complex voldoet aan de kenmerkende lay-out van zogeheten E-Groepen, waarvan wordt aangenomen dat ze als zonne-observatoria dienst deden.
Bouwwerk 5D-96 is de gerestaureerde centrale tempel aan de oostkant van het Plein van de Zeven Tempels. De achterste buitenmuur is versierd met doodskopmotieven.
Groep 6C-16 is een elite-wooncomplex dat archeologen grondig hebben onderzocht. Het ligt een paar honderd meter ten zuiden van het Verloren Wereld-complex en de opgravingen onthulden fijnbewerkte stuccomaskers, muurschilderingen van balspelers, reliëfsculpturen en gebouwen met Teotihuacan-kenmerken.
Het Balspelveld van het Grote Plein is een klein balspelveld tussen Tempel I en de Centrale Akropolis.
Het Vleermuizenpaleis , ook bekend als Ramenpaleis, ligt ten westen van Tempel III. Het heeft twee verdiepingen, met een dubbele rij kamers op de benedenverdieping en een enkele rij op de gerestaureerde bovenverdieping. Het paleis bezit lage ramen en heeft oude graffiti.
Complex N ligt ten westen van het Vleermuizenpaleis en Tempel III. Het complex dateert uit 711 n.Chr.

### Altaren
Altaar 5 toont een gebeeldhouwd tafereel van twee edelen die een ritueel uitvoeren met de botten van een belangrijke vrouw. Een van deze edelen stelt waarschijnlijk Jasaw Chan K'awiil I voor Altaar 5 werd aangetroffen in Complex N, dat ten westen van Tempel III ligt.
Altaar 8 toont de gebeeldhouwde beeltenis van een gebonden gevangene. Het altaar is gevonden binnen Complex P in Groep H en is tegenwoordig te zien in het Museo Nacional de Arqueología y Etnología in Guatemala-stad.
Altaar 9 wordt geassocieerd met Stèle 21 en toont een gebonden gevangene. Het staat tegenover Tempel VI.
Altaar 10 heeft een gebeeldhouwde voorstelling van een gevangene die aan een steiger is vastgebonden. Het geërodeerde altaar bevindt zich in de noordelijke omheining van Groep Q, een complex met twee piramiden.
Altaar 35 is een eenvoudig monument dat wordt geassocieerd met Stèle 43. Het stèle-altaarpaar ligt op een centrale plaats aan de voet van de trap van Tempel IV.

### Lateien

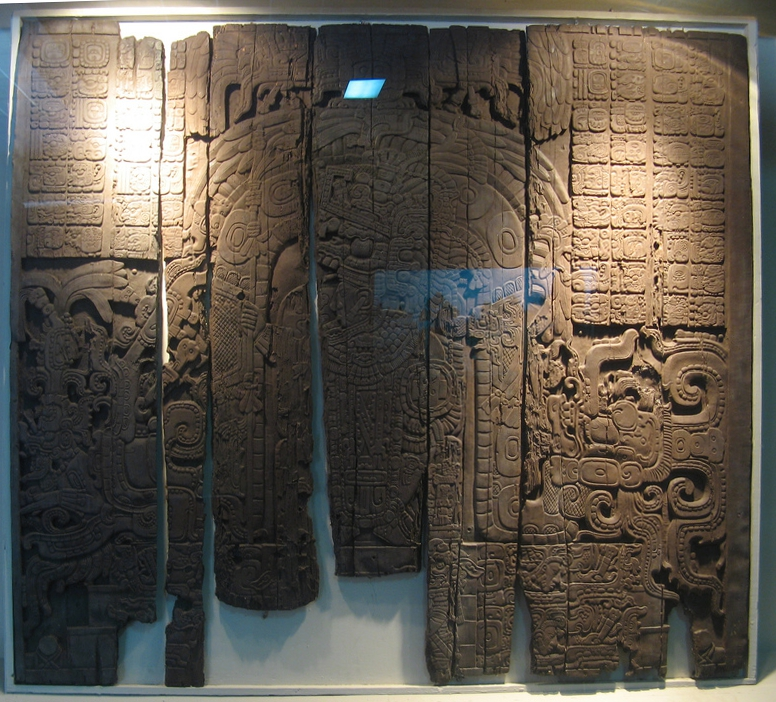
De fijn uitgesneden Latei 3 van Tempel IV. Het toont de viering van een militaire overwinning door Yik'in Chan K'awiil in 743.

In Tikal werden balken van sapodillahout als lateien gebruikt om de binnendeuren van tempels te overspannen. Een deel van deze lateien is bewerkt met fijn houtsnijwerk, dat wordt beschouwd als het meest verfijnde bewaardgebleven houtsnijwerk voor lateien in de gehele de Mayaregio.
Latei 3 van Tempel IV werd in de 19e eeuw naar Bazel in Zwitserland gebracht. Het verkeerde in een nagenoeg perfecte staat en toont Yik'in Chan K'awiil zittend op een draagstoel.

### Stèles
Stèles zijn grote langwerpige platte stenen die vaak gebeeldhouwd zijn met figuren en hiërogliefen. Hieronder volgt een selectie van de meest opvallende stèles van Tikal:
Stèle 1 dateert uit de 5e eeuw en toont koning Siyaj Chan K'awiil II in staande positie.
Stèle 4 is gedateerd op 396 n.Chr., tijdens het bewind van Yax Nuun Ayiin, na de interventie van Teotihuacan in het Mayagebied. De stèle heeft een mix van Maya- en Teotihuacaanse eigenschappen en godheden uit beide culturen. Het toont een portret van de koning, met de Jaguargod, de godheid van de onderwereld, onder de ene arm en de Mexicaanse Tlaloc onder de andere. Zijn helm is een vereenvoudigde versie van de oorlogslang van Teotihuacan. Ongewoon voor de Mayabeeldhouwkunst, maar typerend voor die van Teotihuacan is dat Yax Nuun Ayiin wordt afgebeeld met een frontaal aanzicht in plaats van in profiel.
Stèle 5 werd in 744 gewijd door Yik'in Chan K'awiil.
Stèle 6 is een zwaar beschadigd monument, gedateerd op 514, met de naam "Vrouwe van Tikal", die de viering van het vierde k'atun-einde dat jaar leidde.
Stèle 10 vormt een paar met Stèle 12, maar is zwaar beschadigd. Het beschreef de troonbestijging van Kaloomte' B'alam aan het begin van de 6e eeuw en eerdere gebeurtenissen in zijn carrière, waaronder de gevangenneming van een op het monument afgebeelde persoon.
Stèle 11 was het laatste monument dat ooit in Tikal werd opgericht; het werd in 869 gewijd door Jasaw Chan K'awiil II.
Stèle 12 is gekoppeld aan de koningin die bekend staat als de "Vrouwe van Tikal" en aan koning Kaloomte' B'alam. De koningin wordt beschreven als degene die de eindejaarsrituelen uitvoerde, maar het monument werd opgedragen aan de koning.
Stèle 16 werd in 711 gewijd, tijdens de regeerperiode van Jasaw Chan K'awiil I. Alleen de voorkant van het monument is gebeeldhouwd en toont een portret van de koning en een hiëroglyfische tekst. Het werd gevonden in Complex N, ten westen van Tempel III.
Stèle 18 was een van de twee stèles die door Yax Nuun Ayiin I werden opgericht ter ere van het k'atun-einde van het jaar 396. Het werd opnieuw opgericht aan de voet van Tempel 34, waar zijn graf ligt.
Stèle 19 werd in 790 gewijd door Yax Nuun Ayiin II.
Stèle 20 is aangetroffen in Complex P van Groep H, en werd verplaatst naar het Museo Nacional de Arqueología y Etnología in Guatemala-Stad.
Stèle 21 werd in 736 ingewijd door Yik'in Chan K'awiil. Alleen de onderkant van de stèle is intact gebleven, de rest is in de oudheid beschadigd. De overgebleven sculptuur is van hoge kwaliteit en bestaat uit de voeten van een figuur en bijbehorende hiëroglyfische tekst. De stèle wordt geassocieerd met Altaar 9 en bevindt zich voor Tempel VI.
Stèle 22 werd in 771 gewijd door Yax Nuun Ayiin II in de noordelijke omheining van Groep Q, een tweelingpiramidecomplex Het gezicht van de figuur op de stèle is beschadigd.
Stèle 23 werd gebroken in de oudheid en opnieuw geplaatst in een wooncomplex. Het geschonden portret op het monument is dat van de zogeheten "Vrouwe van Tikal", een dochter van Chak Tok Ich'aak II die op zesjarige leeftijd koningin werd. Ze regeerde echter nooit geheel zelfstandig, maar werd gekoppeld aan mannelijke mede-heersers. Het monument dateert uit het begin van de 6e eeuw.
Stèle 24 werd samen met Altaar 7 in 810 opgericht aan de voet van Tempel III. Hoewel beiden in de oudheid in stukken waren gebroken, is de naam Donkere Zon nog leesbaar op drie fragmenten.
Stèle 26 werd aangetroffen onder een gebroken altaar van metselwerk in het tempelgebouw boven op Tempel 34. Het monument was oorspronkelijk, tijdens de vroegklassieke periode, geplaatst aan de voet van de tempelpiramide en werd later in stukken gebroken, waarschijnlijk aan het begin van de laatklassieke periode. De overgebleven fragmenten werden vervolgens begraven onder het tempelaltaar.
Stèle 29 heeft een lange telling-datum (8.12.14.8.15) die overeenkomt met het jaar 292 na Chr., de vroegst overgebleven lange telling-datum in het Mayalaagland. De stèle is ook het eerste monument dat de embleemglief van Tikal draagt. Het heeft een gebeeldhouwde beeltenis van een naar rechts kijkende koning, met het hoofd van een jaguargod uit de onderwereld, een van de beschermgoden van de stad. De stèle is opzettelijk vernield in de 6e eeuw of iets later. Het bovenste gedeelte werd naar een vuilnisbelt vlak bij Tempel III gesleept waar het in 1959 door archeologen werd ontdekt.
Stèle 30 is voor zover bekend het eerste monument dat na het Tikalhiaat werd opgericht. De stijl en iconografie van de stèle is verwant aan die van Caracol, een van de belangrijkste vijanden van Tikal.

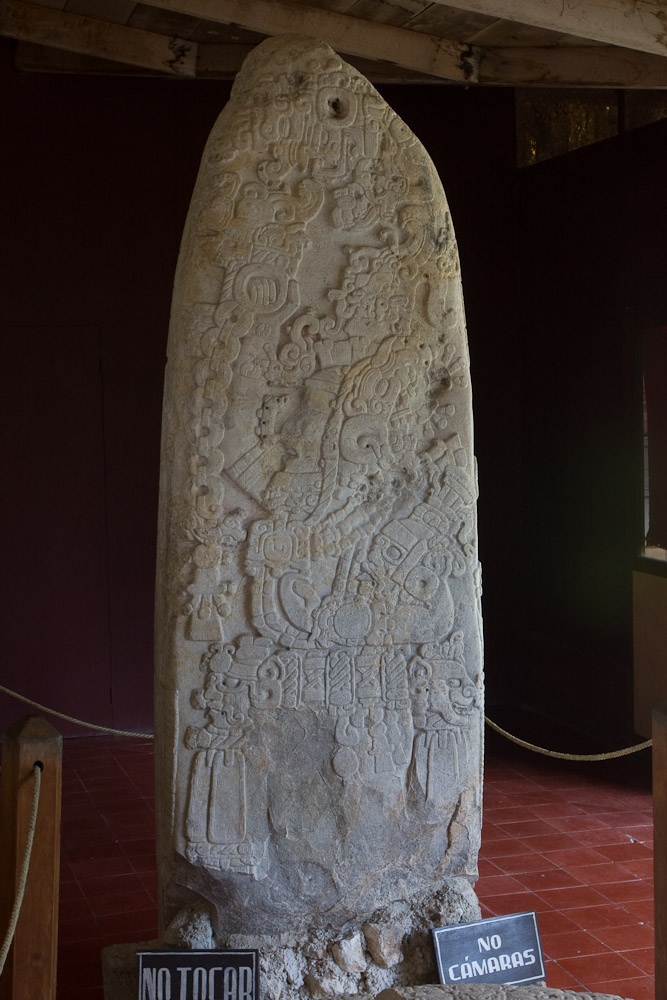
Stèle 31 heeft een gebeeldhouwde beeltenis van Siyaj Chan K'awiil II

Stèle 31 is het troonbestijgingsmonument van Siyaj Chan K'awiil II, met twee portretten van zijn vader, Yax Nuun Ayiin, gekleed als jonge Teotihuacaanse krijger. Hij heeft een speerwerper in één hand en draagt een schild versierd met het gezicht van Tlaloc, de oorlogsgod van Teotihuacan. In de oudheid werd het beeld in stukken gebroken en verplaatst naar de top van Tempel 33, waar het op rituele wijze werd begraven. Stèle 31 is omschreven als het mooiste overgebleven vroegklassieke beeldhouwwerk in Tikal. De achterkant van het monument heeft een lange hiëroglifische tekst, de langste bewaard gebleven tekst uit de vroegklassieke periode, waarin de komst van Siyah K'ak' in El Peru en Tikal in januari 378 wordt beschreven. Het was de eerste stèle in Tikal waarvan alle vier zijden werden bewerkt.
Stèle 32 is een gebroken monument in Teotihuacanstijl met een beeltenis van de heerser van Teotihuacan met attributen van de Centraal-Mexicaanse stormgod Tlaloc, inclusief zijn brilogen en kwastvormige hoofdtooi.
Stèle 39 werd opgericht in het Verloren Wereld-complex en later in stukken gebroken. Het bovenste deel van de stèle ontbreekt, maar het onderste deel toont het onderlichaam en de benen van Chak Tok Ich'aak, met een vuurstenen bijl in zijn linkerhand. Hij vertrapt de gestalte van een gebonden, rijk geklede gevangene. Het monument dateert uit 376 n.Chr. De tekst op de achterkant van het monument beschrijft een aderlatingsritueel ter gelegenheid van de viering van een K'atun- einde. De stèle geeft ook aan dat K'inich Muwaan Jol de vader van Chak Tok Ich'aak I is.
Stèle 40 toont een portret van Kan Chitam en dateert uit 468 n.Chr.
Stèle 43 vormt een paar met Altaar 35. Het is een eenvoudig, onbewerkt monument aan de voet van de trap van Tempel IV.

### Graftombes

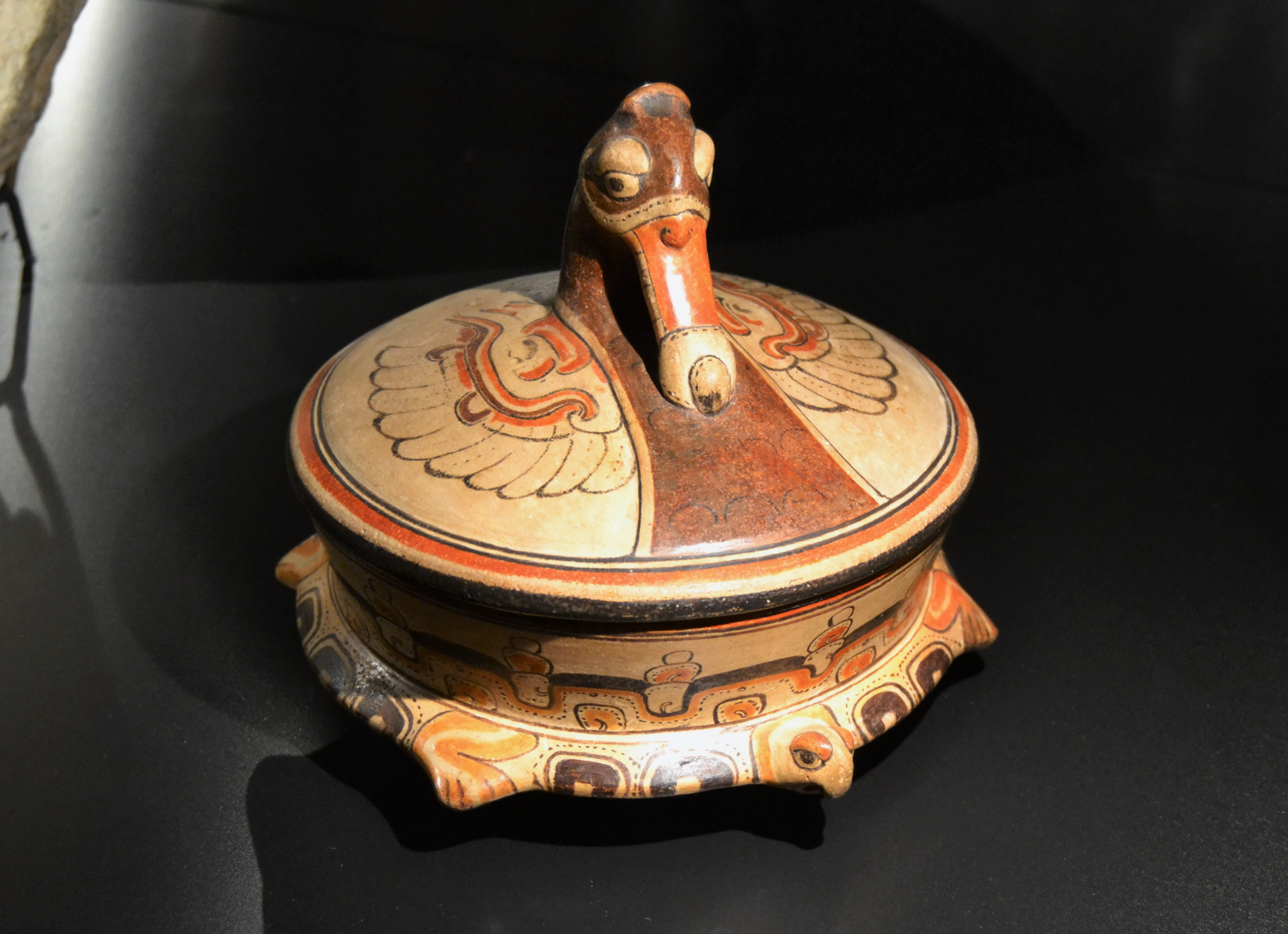
Pot met deksel en handvat in de vorm van een aalscholver. Tikal, vroegklassieke periode (250-600).

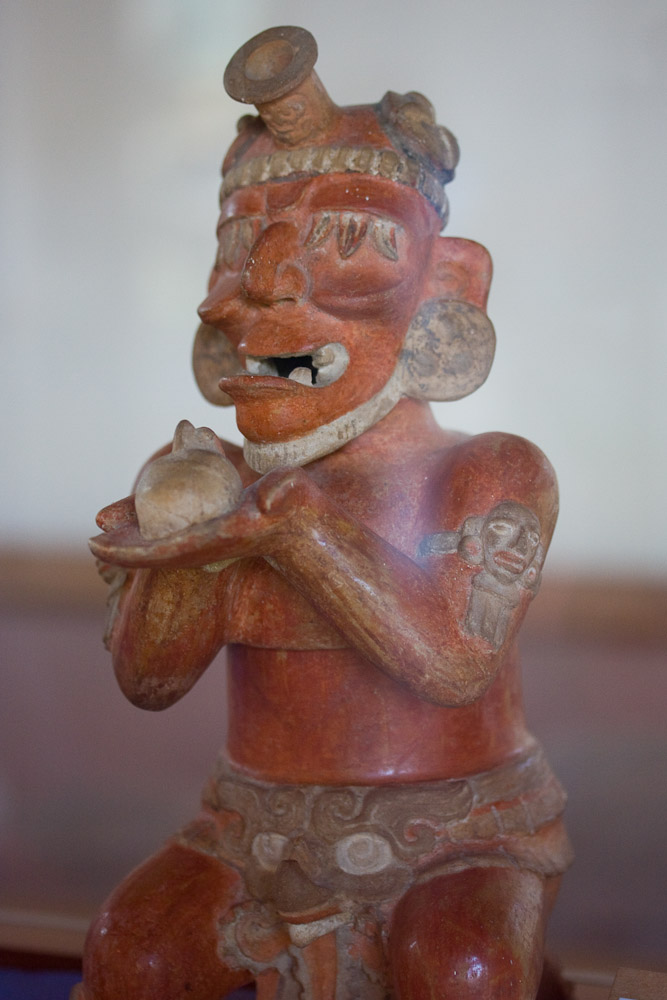
Wierookbrander in de vorm van een figuur van beschilderd keramiek die een bejaarde godheid voorstelt; gevonden in Graf 10.

Graf 1 bevindt zich in het Verloren Wereld-complex. In het graf werd een verfijnd gemaakte keramische pot met deksel aangetroffen, waarvan het handvat de vorm van een driedimensionale vogelkop heeft die tevoorschijn komt uit een tweedimensionaal geschilderd lichaam op het deksel.
Graf 10 is de graftombe van Yax Nuun Ayiin. Het bevindt zich onder Bouwwerk 34 in de Noord-Akropolis. Het graf bevatte een groot aantal offerwaren, waaronder potten van keramiek en voedsel; ook waren negen jongeren geofferd om de dode koning te vergezellen. Een hond werd ook begraven bij de overleden koning. De potten in het graf waren bepleisterd en geverfd en velen vertoonden een mix van Maya- en Teotihuacan-stijlen. Onder de offerwaren was een wierookbrander in de vorm van een oudere onderwereldgod, zittend op een kruk gemaakt van menselijke botten en met een afgehakt hoofd in zijn handen. Het graf werd verzegeld met een kraaggewelf, waarna de piramide er bovenop werd gebouwd.
Graf 48 wordt algemeen beschouwd als het graf van Sihyaj Chan Kʼawiil II. Het bevindt zich onder Tempel 33 in de Noord-Akropolis. De grafkamer werd uit het gesteente gehakt en bevatte naast de overblijfselen van de koning, ook die van twee adolescenten die waren geofferd om de overleden heerser te vergezellen. De muren van het graf waren bedekt met wit pleisterwerk en beschilderd met hiërogliefen met een lange telling-datum die overeenkomt met 20 maart 457, waarschijnlijk de datum van de dood of begrafenis van de koning. Bij het skelet van de koning ontbrak de schedel, de dijbenen en een van zijn handen; de skeletten van de twee jonge slachtoffers waren intact.
Graf 85 dateert uit de Laat-preklassieke periode en was omsloten door een platform met een primitief kraaggewelf. Het graf bevatte een enkel mannelijk skelet, waarvan de schedel en dijbeenderen ontbraken. Dit graf, dat diep in het hart van de Noord-Akropolis ligt, wordt geassocieerd met Yax Ehb' Xook, de stichter van de dynastie van Tikal. De overledene is waarschijnlijk op het slagveld gestorven, waarbij zijn lichaam door zijn vijanden werd verminkt, waarna het werd meegenomen en begraven door zijn volgelingen. De beenderen zijn zorgvuldig in textiel gewikkeld om een staande bundel te vormen. Het ontbrekende hoofd was vervangen door een klein masker gemaakt van groene steen met ingelegde schelpen als ogen en tanden en een driepuntige koninklijke hoofdband. Dit hoofd, met het heersersembleem op het voorhoofd, is een zeldzaam portret van een koning uit het Mayalaagland in de preklassieke periode. De inhoud van het graf bestond verder onder meer uit de punt van een pijlstaartrog, een spondylusschaal en zesentwintig potten van keramiek.
Graf 116 is de graftombe van Jasaw Chan K'awiil I. Het is een grote gewelfde grafkamer die zich diep in de piramide bevindt, onder het niveau van het Grote Plein. Het graf bevatte kostbare offerwaren, waaronder jadeïet, keramiek, schelpen en kunstwerken. Het lichaam van de koning was bedekt met grote hoeveelheden ornamenten van jade, waaronder een grote ketting met opvallend grote kralen, zoals ook afgebeeld in de gebeeldhouwde portretten van de koning. Een van de meest opmerkelijke stukken uit het graf, was een met jademozaïek versierde pot met op het deksel het gebeeldhouwde portret van de koning zelf.
Graf 196 is een laatklassiek koninklijk graf dat een jade-mozaïekpot bevatte met daarop het hoofd van de maïsgod.

## Verantwoording
- Bibliothèque nationale de France: cb155666978 (data)
- National Archives and Records Administration: 10045363
- Système universitaire de documentation: 069384819
- Virtual International Authority File: 316429628

Lijst van gekende Mayasteden en archeologische sites in centraal Amerika.